# Rheinberg

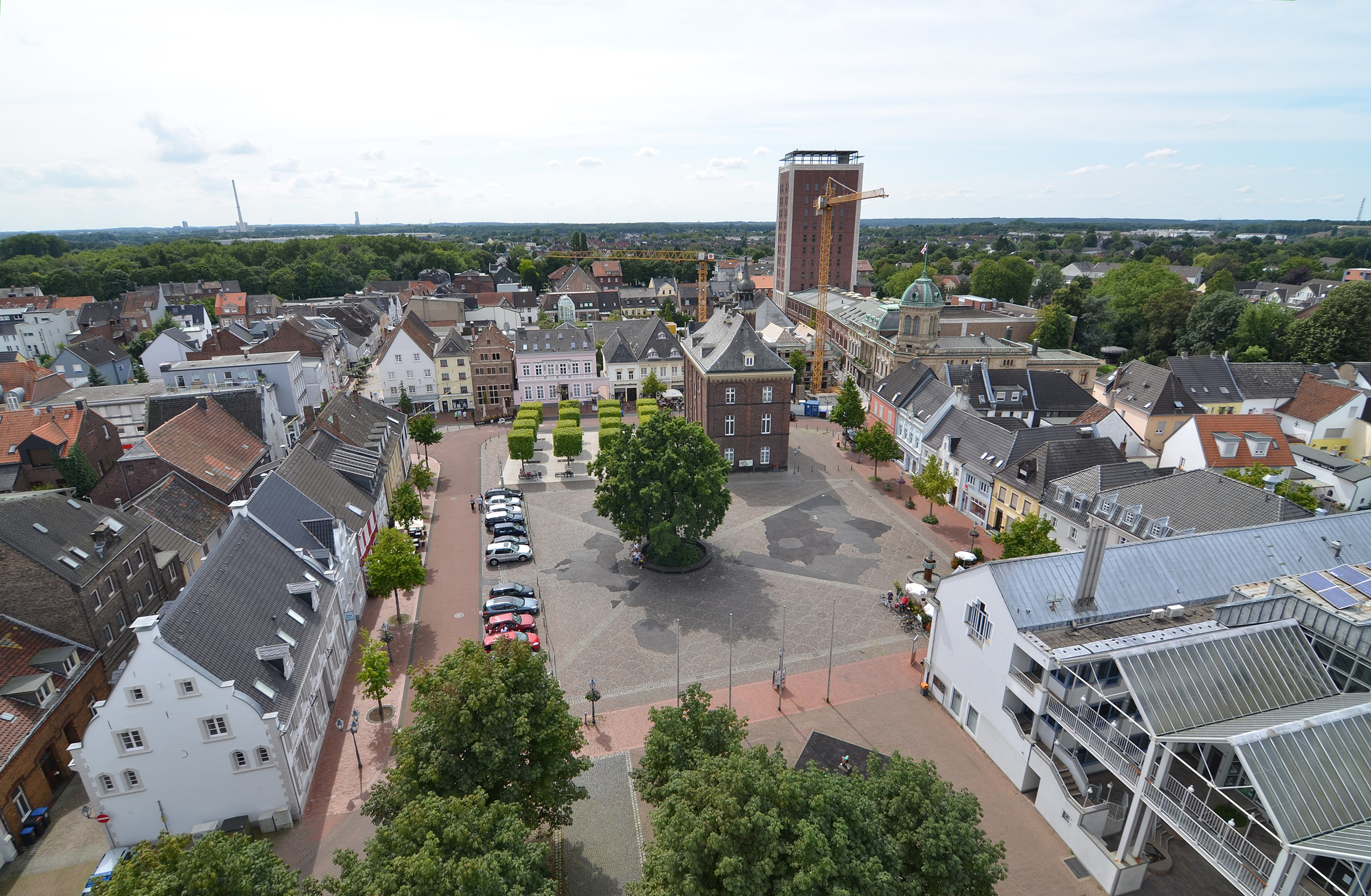
Blick von St. Peter auf den Marktplatz im historischen Stadtkern: Zu sehen sind unter anderem das Alte Rathaus, das Stammhaus Underberg mit dem ehemaligen Kräuterturm und das Stadthaus (v.l.; August 2014)

Die Stadt Rheinberg liegt am unteren Niederrhein im Nordwesten des Ruhrgebiets im Land Nordrhein-Westfalen. Als mittlere kreisangehörige Stadt des Kreises Wesel im Regierungsbezirk Düsseldorf ist sie Mitglied der Euregio Rhein-Waal. Sie hat 31.097 Einwohner (Stand: 31. Dezember 2023).

## Zum Ortsnamen
Rheinberg hieß ursprünglich Berke (frühe Belege stammen aus den Jahren 1003, 1106, 1253) oder Berka (belegt seit 1248). Den erklärenden Zusatz Rhein- erhielt der Ortsname erst im späten 16. Jahrhundert (erstmals 1583 belegt), wohl um Berk als Berk am Rhein von anderen Orten namens Berk oder Berg zu unterscheiden. Die frühen Namensformen und Schreibweisen waren u. a. Rhenberka, Rhinbergue, Rhynberg, Rhynberck, Rhimberg, Rheinberck, Rheinberk, bis sich schließlich Rheinberg durchsetzte. Bis heute kann allerdings der Rhein-Vorsatz im Dialekt fortgelassen werden (man nennt den Ort einfach Bäärk). Der Akzent von Rheinberg liegt bei den Einheimischen entgegen der üblichen Regel oft auf der zweiten Silbe, also Rheinbérg, ein weiterer Hinweis auf die ursprüngliche Namensform. Zur Klärung der Herkunft von Berke bzw. Berka gibt es im Wesentlichen drei Ansätze, die im Folgenden dargestellt werden.
(Siehe auch: Rheinische Ortsnamen)

### Keltische Deutung
Die ältere Deutung von Richard Pick (1883) aus dem Keltischen bior „Wasser“ und ka „Haus“, also „Siedlung am Wasser“, ist trotz ihrer weiten Verbreitung eindeutig falsch, da in keiner keltischen Sprache oder Sprachschicht solche Wörter in der angegebenen Bedeutung belegbar sind. Es gibt am Niederrhein zwar durchaus eine dünne Schicht von Ortsnamen keltischer (gallischer) Herkunft, wie z. B. Dormagen < Duromagus „Kiesfeld“, Nijmegen < Noviomagus „Neufeld“ oder Metelen < Mediolanum „Mittelebene“, zu dieser Namensschicht gehört Berke oder Berka mit Sicherheit nicht.

### Von germanisch*berga-„Anhöhe, Berg“
Kaufmann (1958, 1973) und darauf basierend Berger (1999) gingen von einem ursprünglich niederfränkischen Berkheim „Siedlung auf dem (Ufer-)Berg“ aus, das später zu Berke verschliffen worden sei. Hintergrund ist die frühere Hochuferlage Rheinbergs, die bis zur Stromverlagerung im Jahre 1714 bestand. Allerdings ist die Reduktion der heim-Endung auf /-e/ eher unwahrscheinlich; so werden in der Urkunde von 1003, in der auch Berke erwähnt wird, die Orte Merheim und Stocheim genannt, die heute Mehrum und Stockum heißen, was deutlich auf die ursprünglichen heim-Formen verweist.
Als Alternative wurde vorgeschlagen, Berke einfach als Ableitung vom germanisch weit verbreitetem Wort *berga- „Anhöhe“ (deutsch Berg) anzusehen, also ohne ein ursprüngliches Grundwort heim. Allerdings kann aus dem germanischen bzw. niederfränkischen /g/ kein zwischenvokalisches /k/ in Berke oder Berka geworden sein (Tiefenbach 2012). Somit scheidet auch diese Möglichkeit aus.

### Von germanisch*berkōbzw.*berkjō„Birke“
Nach Gysseling (1960) stammt der Ortsname Berke vom germanischen Wort für Birke. Diese Herleitung vertreten auch Derks (2007) und Tiefenbach (2012). Tiefenbach geht nach Ausweis der frühen Form Berke von einem lokativischen Dativ aus, also „(Ort) bei der Birke“. Die Bezeichnung der Birke wird germanisch als *berkō bzw. *berkjō(n) rekonstruiert; aus diesen beiden Formen ergeben sich die unterschiedlichen Stammvokale in Berke und Birke. Das /e/ zeigt auch der Ortsname Berka in Thüringen, während sonst auch bei den Ortsnamen das /i/ vorherrscht, z. B. Birklar, Birkenau, Birkenholm und viele andere.

## Geographie

### Räumliche Lage

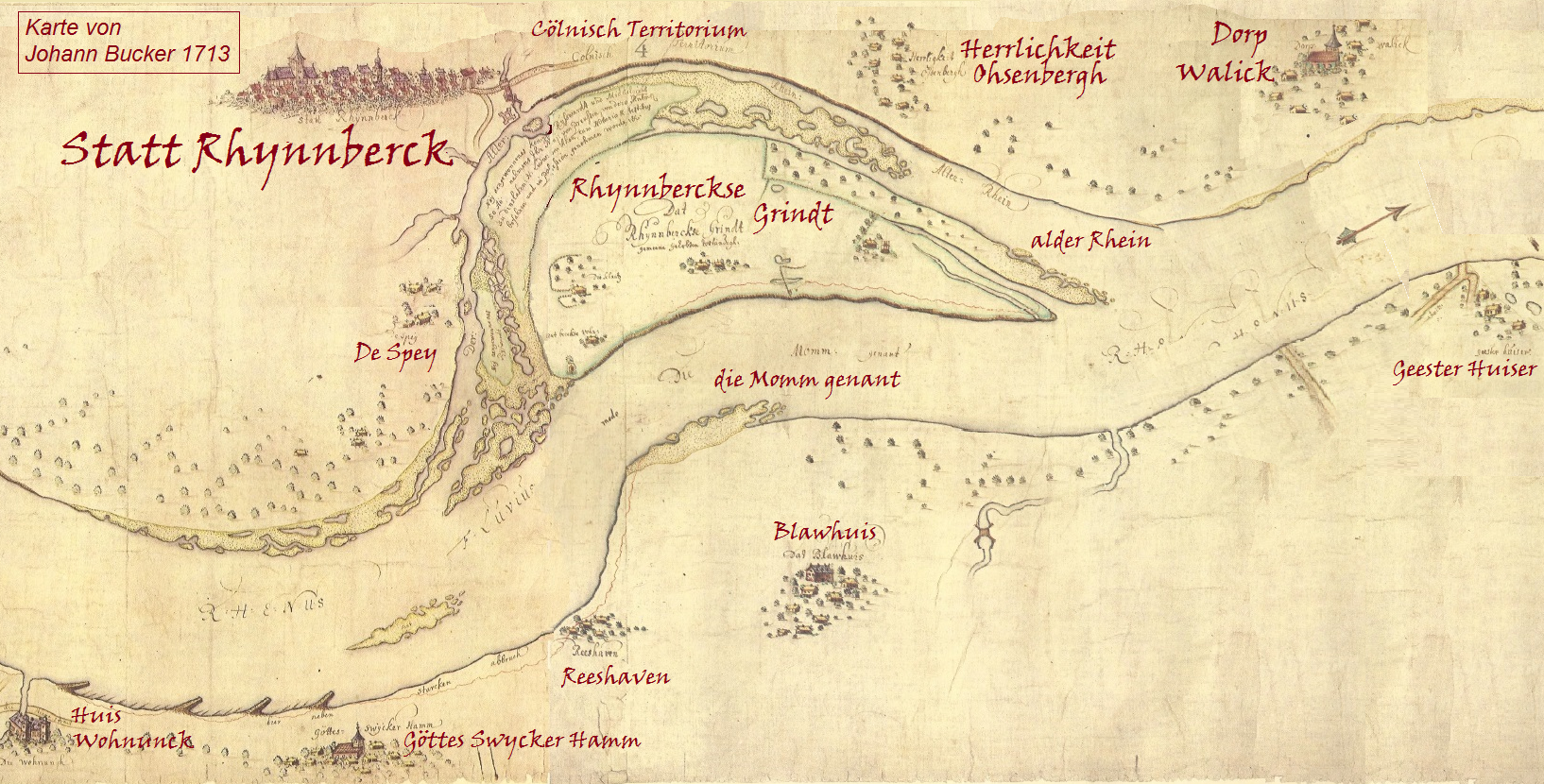
Rheinkarte von Johann Bucker, 1713 – Hauptstrom und Alter Rhein bei Rheinberg

Die Stadt Rheinberg liegt in der Niederrheinischen Tiefebene, 15 km südlich der Kreisstadt Wesel, 11 km nördlich von Moers und etwa 16 km nordwestlich von Duisburg. Im Nordosten wird das Stadtgebiet durch den Rhein begrenzt, der die Grundlage der Naturschutzgebiete Rheinvorland im Orsoyer Rheinbogen, Rheinvorland nördlich der Ossenberger Schleuse und Rheinvorland östlich von Wallach bildet.

### Lage am Rhein
Während der Zeit seines Bestehens lagen Rheinberg und das Umland stets im Einwirkungsbereich des Rheines, mit Überschwemmungen, sich verändernden Uferlinien, neuen Nebenarmen und Stromverlagerungen. Das heutige Rheinbett liegt nicht mehr direkt beim zentralen Ort. Im Mittelalter floss der Rheinstrom unmittelbar östlich der Stadtmauer, bis in die frühe Neuzeit als Nebenarm, dessen kuhlenartige Überbleibsel und ein schmaler Bachlauf heute als Alter Rhein bezeichnet werden. Noch im Jahre 1713 war der Alte Rhein nur durch einen Grind (eine mit Geröll, Sand und Buschwerk bedeckte Insel mit vereinzelten Bauernkotten) vom nahen Hauptstrom getrennt, wie die Zeichnung des Kartographen Johann Bucker verdeutlicht. Der ehemalige Rhyynnberckse Grind ist heute das zwischen Rheinberg und dem Ortsteil Ossenberg (ehemals Herrlichkeit Ohsenbergh) sich erstreckende Gebiet, weitgehend landwirtschaftlich genutzt und an das Betriebsgelände von Solvay angrenzend.
Von der ehemaligen Festung Rheinberg ist aktuell das Zentrum des Ortes von einem zu über 90 % erhaltenen, ehemaligen Wallgraben umgeben, der in der Zeit zwischen 1290 und 1311 für die erste Befestigungsanlage mit Stadtmauer und Türmen erbaut wurde. Der trockengelegte Wallgraben ist in seinem heutigen Aussehen die einzig erhaltene Anlage dieser Art in Nordrhein-Westfalen. Von den bis auf die Grundmauern zurück gebauten Festungsanlagen sind die zugehörigen Erdwerke als Reste heutzutage noch gut im nördlichen und östlichen Teil der Stadt zu erkennen.

### Stadtgliederung

Lage des Stadtbezirks Rheinberg in Rheinberg

Rheinberg gliedert sich in die vier Stadtbezirke Borth, Budberg, Orsoy und Rheinberg, die 15 sogenannte Wohnplätze umfassen:
- Stadtbezirk Borth: Borth, Wallach, Ossenberg
- Stadtbezirk Rheinberg: Rheinberger Stadtkern mit Lützenhof, Annaberg, Millingen, Winterswick, Alpsray, Xantener Straße mit Binnefeld, Mühlenhof sowie die Gemarkung Orsoy-Land
- Stadtbezirk Budberg: Budberg, Eversael, Vierbaum
- Stadtbezirk Orsoy: Orsoy, Orsoyerberg

## Lokale Mundart
In Rheinberg und den Dörfern der Umgebung wird – natürlich neben dem Hochdeutschen – von älteren Bürgern noch das Rheinberger Platt gesprochen. Dabei handelt es sich um einen niederfränkischen Dialekt.

## Geschichte

### Anfänge, Stadterhebung und „Feste Stadt“ Berka
1003 wurde erstmals eine Ortschaft „Berka“ (auch Berck, Berken oder Rheinberk und ab etwa Beginn des 17. Jahrhunderts durch die Holländer Rheinberg genannt) in einer Urkunde erwähnt. Diese Urkunde wurde von Erzbischof Heribert von Köln in „villa publica Berke dicta“ ausgestellt und betraf den Tausch von Besitzungen in diesem Bereich am Niederrhein. Berka war zu dieser Zeit somit vermutlich entweder ein Königshof oder eine Siedlung, die direkt dem Reich unterstand.
Bereits 1106 sind Rechte vom Erzbistum Köln nachweisbar, da in einer Urkunde zu diesem Zeitpunkt der Kölner Erzbischof Friedrich I. die Pfarrkirche in Rheinberg dem Kunibertstift in Köln übereignete. Ab wann der Ort zum Erzbistum Köln gehörte, ist nicht genau belegbar. Diese Zugehörigkeit von Berka als nördlichstes Gebiet der Erzbischöfe am linken Niederrhein und als „Amt Rheinberg“ dürfte spätestens zu Beginn oder bis Ende des 12. Jahrhunderts erfolgt sein. In den Reisebeschreibungen des Abtes der Abtei Deutz von 1155 bis 1165 zu den Besitzungen in den nördlichen Bereichen des Niederrheines werden unter anderen Aufenthalte in Berka, Halet und Mursa (Moers) angeführt. In einer Urkunde von 1227 bestätigt der Erzbischof Heinrich I. von Müllenark im „ville nostra in Berke quondeum civic“ einer Ehefrau mit ihren Kindern, dass sie von ihrer „Hörigkeit“ losgekauft sei und nun ihr Ehemann dem Kloster Kamp Zinsen zu zahlen habe.
1233 erhielt die Ortschaft Berka von Heinrich von Müllenark die Erlaubnis eine Ortsbefestigung zu errichten. Gleichzeitig erhielten Bewohner und Neubürger die bürgerlichen Rechte und Freiheiten, die mit denen von Neuss vergleichbar waren. Damit war Berka zu diesem Zeitpunkt eine Stadt geworden. Diese Stadtrechte wurden 1248 von Erzbischof Konrad von Hochstaden bestätigt und zusätzlich die Bürger von Vogtdiensten befreit. Die erste Stadtbefestigung bestand anfangs aus Erdwällen und hölzernen Befestigungseinrichtungen. Diese wurden bis Ende des 13. Jahrhunderts durch eine feste Ringmauer mit Katzen und Türmen ersetzt. Zusätzlich war die Anlage durch vorgelagerte Wassergräben geschützt. Für den Umbau der Befestigung bewilligte der Erzbischof Siegfried von Westerburg im August 1290 einen finanziellen Zuschuss aus dem Geldaufkommen von Rheinzoll und Wegegeld, das in der Stadt erhoben wurde. Neben der Stadtbefestigung wurde bis 1293 auch das kurfürstliche Schloss gebaut. Der mächtige mit Basaltsteinen verstärkte Zollturm, dessen unteres Geschoss aktuell noch vorhanden ist, war Bestandteil dieser Befestigung und dessen Errichtung wurde Anfang des 14. Jahrhunderts noch unter Erzbischof Wigbold von Holte abgeschlossen. Die gesamten Baumaßnahmen für die erste Stadtbefestigung wurden bis 1311 durchgeführt. Anlagen dieser Art kennzeichneten damals eine Feste Stadt, wobei die Katzen und der Zollturm Eigenheiten Rheinbergs waren.
Am 20. Mai 1322 verlieh der Erzbischof Heinrich II. von Virneburg der Stadt eine Schöffen- und Ratsordnung. Diese bestand aus je zwölf Personen. Die Schöffen wurden auf Lebenszeit gewählt, während die Amtszeit der Stadträte ein Jahr betrug. Anfallende Neuwahlen und Ernennungen mussten vom Erzbischof oder seinem Stellvertreter bestätigt werden. Allerdings kam es besonders bei der Wahl neuer Ratsherren manchmal zu Problemen. Beispielsweise waren Anfang des 16. Jahrhunderts 16 statt 12 Ratsherren gewählt worden. Zu Klärung und zum Widerruf der Wahl kam der Erzbischof Philipp II. von Daun am 15. Mai 1509 persönlich mit Gefolge nach Rheinberg. Ein Bürgermeister wurde jährlich am Tage Pauli von der Bürgerschaft gewählt. Gleiches gilt für den Rentmeister der Stadt, der jährlich am 1. Mai gewählt wurde. Weitere wichtige Ereignisse in dieser Periode für die Stadt waren: 1409 Erlaubnis einen Wochenmarkt abzuhalten, 1449 Bau eines Rathauses und um 1460 unter Erzbischof Ruprecht von der Pfalz die Erlaubnis Münzen zu prägen. 1494 und 1567 ereigneten sich zwei Stadtbrände, die umfangreiche Zerstörungen zur Folge hatten.

### Kurkölnisches Amt und Rheinzollstätte Rheinberg
Das kurkölnische Amt Rheinberg wird als „officiati in Berke“ 1253 erstmals von Erzbischof Konrad von Hochstaden urkundlich erwähnt. Als erster Amtmann wird „Hinricus de Bůberg“ 1290 von Erzbischof Siegfried von Westerburg als „officiatus noster in Berka“ urkundlich angeführt. Zum Amt Rheinberg gehörten neben der Stadt auch umliegende Gebiete mit den Gerichtssprengeln „Winterswick“, Issum, Menzelen und „Vierquartieren“. In einer Beschreibung für das Amt Rheinberg von 1636 wurden neben den vorstehend angeführten vier Orten weiterhin auch Alpen, Niederbudtberg (nur etwa zu 50 %), Capellen (bei Geldern), Gert und Wickradt angegeben (Namen zum Teil in alter Schreibweise). Weiterhin waren diverse Hofgüter wie Asdonkshof, Haus Glinde, Haus Heydeck, Haus Langerdunk, Haus Lohe sowie einige Windmühlen und Wald- und Heidebereiche aufgelistet. Auch einige Gebiete, die zeitweise zur Grafschaft Moers gehört hatten, wie Rittergut Strommoers oder die Moerser Lehn-Vogtei Ossenberg, sind in der Aufstellung enthalten.

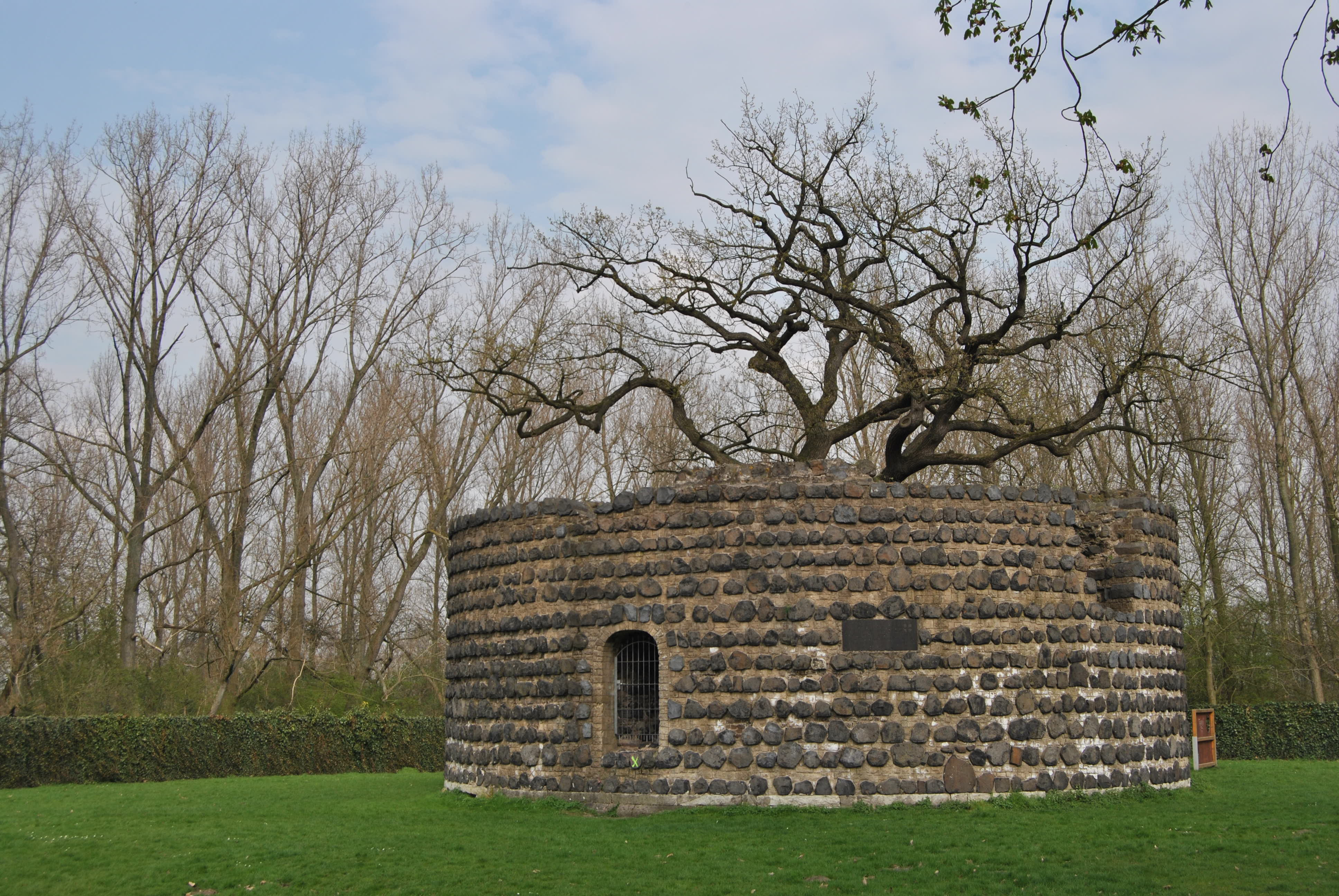
Rheinberg, unterer Restbereich des Zolltums

Neben dem Amt war Rheinberg seit dem Mittelalter eine wichtige Zollstätte für einen Rheinzoll der Kölner Erzbischöfe. Wann die erste Zollgenehmigung erteilt wurde, ist unklar. Erstmals belegbar ist der Rheinzoll 1235 unter Erzbischof Heinrich von Müllenark, der das Kloster Kamp vom Rheinzoll in Berka freistellte. Der nächste Beleg stammt von 1279 unter Erzbischof Siegfried von Westerburg. Der Rheinzoll wurde aber 1293 wieder aufgehoben. Für die Absicherung des Rheinzolls war die Stadt befestigt und ein Turm als Zollturm am Rheinufer bis Anfang des 14. Jahrhunderts errichtet worden. 1314 bestätigte König Friedrich III. dem Erzbischof Heinrich II. von Virneburg den Rheinzoll in Rheinberg, zu dem diverse andere Kurkölner Zölle zusammengefasst worden waren. Der Rheinzoll dieser Zollstätte von Erzköln war ab dieser Bestätigung für längere Zeit nun nicht mehr strittig.
Die Zollerhebung in Rheinberg wurde für die Erzbischöfe durch kurzzeitige Verpfändungen und vor allem durch kriegerische Besetzungen und Zerstörungen des Ortes häufiger unterbrochen. Zu Beginn der 1370er Jahre war Schloss, Land und Rheinzoll von Rheinberg an die Grafschaft Kleve verpfändet. Dieses Pfand wurde 1373 von Erzköln wieder eingelöst und Graf Adolf I. von Kleve quittierte die Rückzahlung der Pfandsumme über 55.000 Goldschilde. Darlehen, die das Kölner Domkapitel den Erzbischöfen gewährte, wurden durch eine Verpfändung der Rheinzölle bis zur Rückzahlung abgesichert. Beispielsweise übertrug der Erzbischof Johann Gebhard 1558 für die Rückzahlung von 71.000 Gulden, die die Vorgänger Adolf III. und Anton aufgenommen hatten, den Rheinzoll zu Rheinberg an das Domkapitel.
Die angeführte Unterbrechung für die Erhebung der Zölle betraf besonders auch die Zeit der Religionswirren und des Freiheitskampfes der Niederländer ab etwa Mitte des 16. Jahrhunderts. Selbst nach Ende des Dreißigjährigen Krieges 1648 war Rheinberg fast ständig durch deutsche, spanische und französische Truppen besetzt. Nach Ende dieser kriegerischen Phase verlagerte bis Ende des 17. Jahrhunderts der Rhein seinen Lauf um etwa 2 km nach Nordosten und Rheinberg lag nun deutlich westlich des Rheines. Die Folge war, dass die Kölner Rheinzollstätte 1692 in Rheinberg geschlossen und nach Uerdingen verlegt wurde.

### Katholische Kirche und Orden in Rheinberg

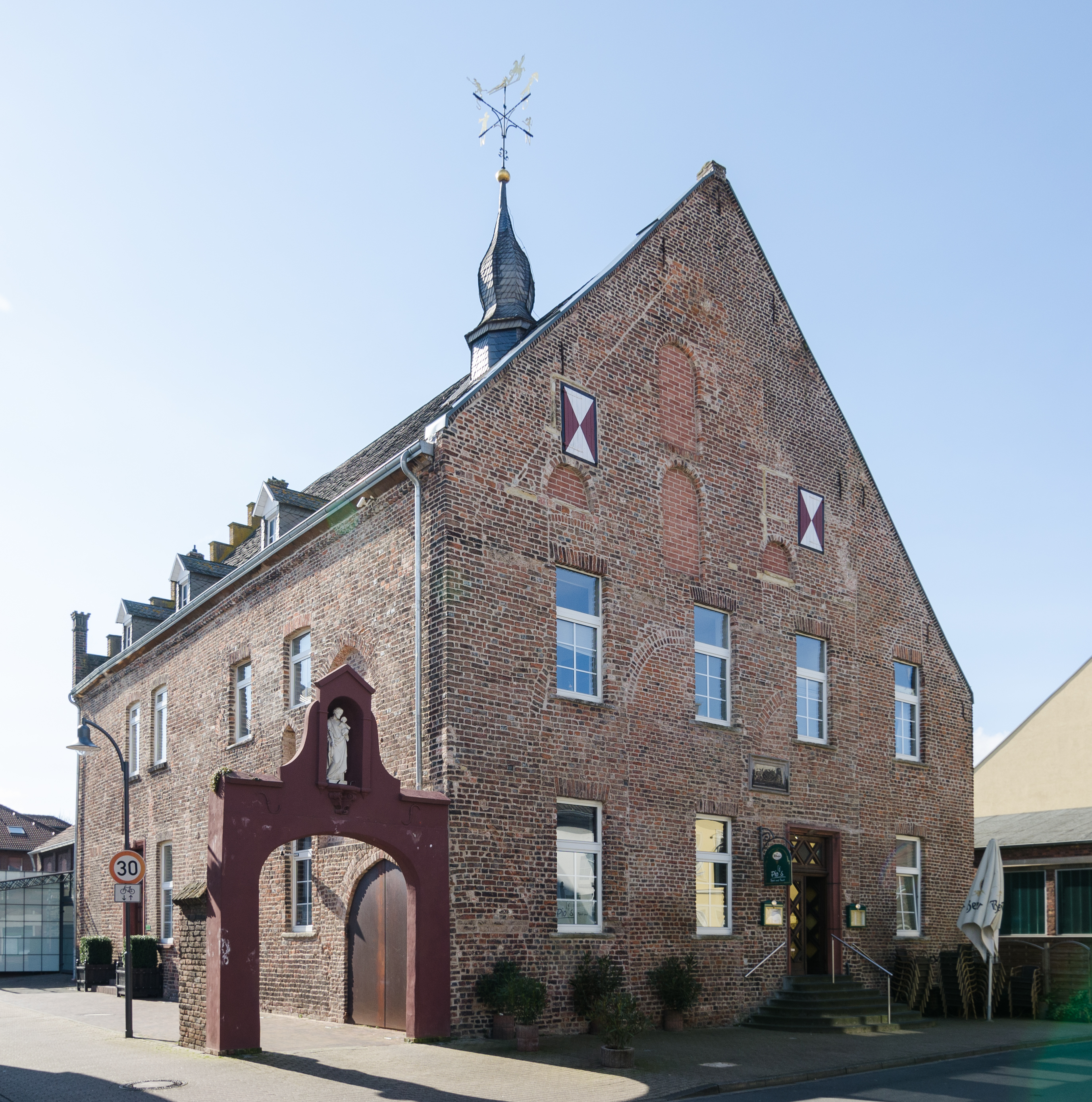
Kamper Hof

Wie zur Ortschaft liegen auch zur ersten Kapelle oder Kirche in Berka keine genauen Daten vor. Die Erzdiözese Köln hatte mit der Übertragung des Herzogtums Lothringen 953 an Erzbischof Brun ab Mitte des 10. Jahrhunderts Rechte am linken Niederrhein erhalten. Das „Duisburger Decanat“ der Erzdiözese lag im Duisburggau, auch Ruhrgau genannt. Das Decanat erstreckte sich auf beide Rheinseiten. Die Verwaltung dieser Gebiete wechselte im 11. und 12. Jahrhundert von den Lothringer zu den Rheinischen Pfalzgrafen. Die Kirche in Rheinberg scheint zu dieser Zeit eine Filiale der Kirche von Repelen gewesen zu sein. Letztere unterstand dem Patronat der „Abtei Altenberg“, und die Ortskirche in Repelen ist urkundlich 1176 nachweisbar, aber vermutlich wesentlich älter. Für eine Kirche in Berka zu dieser Zeit sind zwei Urkunden vorhanden. In der Ersten wird dem Kloster Kamp 1235 der Zehnt von der Kirche in Berka und in der Zweiten 1307 das Patronat für die Kirche übertragen.
Bereits 1295 ist urkundlich eine Niederlassung des Klosters Kamp in Rheinberg nachweisbar. Der Zisterzienserorden errichtete in der Stadt ein Haus mit Kapelle und Hospiz, den Kamper Hof. 1317 erhielt der Deutsche Orden von Erzbischof Heinrich II. von Virneburg die Erlaubnis in Berka ein Ordenshaus mit Kapelle zu errichten. Diese Gebäude wurden bis 1322 fertiggestellt und gehörte dem Deutschen Ritterorden, der zu dieser Zeit besonders in Nordosteuropa sehr aktiv war. 1426 folgte noch die Gründung des Nonnenklosters „St. Barbaragarten“ an der heutigen Beginenstraße.
Mit Beginn der Reformation begann ab den Truchsessischen Wirren mit der Eroberung von Rheinberg 1583 durch Graf Adolf von Neuenahr für die Katholische Kirche im Ort eine lange Phase der Unterdrückung, die mit diversen kurzzeitigen Unterbrechungen (Belagerung von Rheinberg im Jahre 1597 durch Moritz von Oranien) bis zur Rückeroberung von Rheinberg 1702 durch die Preußen und deren Abzug 1715 im Spanischen Erbfolgekrieges dauerte. Als 1606 die Spanier unter General Spinola die Holländer aus Rheinberg vertrieben, konnten die Kapuziner als vierter Orden ein Kloster im Ort errichten. Die Klöster wurden bis auf das vom Deutschen Orden 1802 säkularisiert. Letzterer gab 1809 seine Niederlassung in Rheinberg unter dem letzten Komtur für „Traar und Rheinberg“, „Karl Leopold Freiherr von Kerpen“, entsprechend einem Dekret zur Aufhebung von Napoleon vom 24. April 1809, auf.

### Geschichte ab Ende des 16. Jahrhunderts bis 1939

Karte von Rheinberg um 1690

Der Bau des zweiten Befestigungsrings erfolgte nach der Eroberung Rheinbergs 1583 durch Graf Adolf von Neuenahr, der Statthalter der Holländer und Befehlshaber von deren Truppen war. Der Umbau der zu dieser Zeit vorhandenen ersten Befestigungsanlagen war erforderlich, da diese für einen Angriff mit Kanonen nicht mehr geeignet waren. Ab dem Jahre 1585 begann unter den Holländern die Umrüstung auf die „Festung Berk am Rhein“. Zu diesem Befestigungsring gehörten zusätzliche Verteidigungsanlagen außerhalb des Stadtgrabens: Hauptwall (Kurtine) mit neun Bollwerken, Hauptgraben mit zehn Außenwerken (im Wasser des Hauptgrabens liegende Anlagen wie Ravelin oder Demi-lune („Halber Mond“)). Der dritte Befestigungsring, auch außerhalb des Hauptgrabens liegend, umfasste als Verteidigungsanlagen einen gedeckten Weg mit Niederwall und Glacis. Mit der Fertigstellung dieser Anlagen war Rheinberg, etwa gegen 1606 (vermutliches Ende der Bauarbeiten), eine Festung nach „altniederländischer Baumanier“, genau: irregulär altniederländisch. Alle Werke außerhalb der Stadtmauer bestanden überwiegend aus Erde und Erdwällen, da diese einem Beschuss mit Kanonen wesentlich besser widerstanden.
Unter den Holländern begann ab Ende des 16. Jahrhunderts eine lange Leidenszeit der Rheinberger durch Kriegsgräuel und durch die häufige Unterdrückung des katholischen Glaubens. Der bereits seit 1568 begonnene Freiheitskampf der Holländer gegen Spanien war mit der Eroberung von Rheinberg 1585 auch am Niederrhein voll im Gange. Dies führte für Rheinberg zu mehrfachen Belagerungen und Eroberungen durch holländische oder spanische Truppen: Am
- 3. Februar 1590 eroberten die Spanier unter ihren General Karl von Mansfeld Berka. Es folgte die Vertreibung der Spanier am
- 20. August 1597 durch die Holländer unter Prinz Moritz von Oranien und ein Jahr später die Rückeroberung durch die Spanier unter General Francisco de Mendoza. Einen Tag vor der Eroberung am
- 15. Oktober 1598 wurde bei einer Belagerung der Stadt durch die Spanier ein Pulverturm getroffen, der starke Schäden verursachte. Bereits
- 1601 vertrieben die Holländer unter der Führung von Prinz Moritz von Oranien wieder die Spanier. Die Holländer wurden ihrerseits am
- 1. Oktober 1606 unter Ambrosio Spinola wieder zum Verlassen der Stadt gezwungen und diese war nun für 27 Jahre durch die Spanier besetzt. Viele Enteignungen der Katholiken unter den Holländern wurden in dieser Periode aufgehoben und auch die Orden mit ihren Klöstern waren wieder aktiv. Die Rückeroberung durch die Holländer erfolgte am
- 2. Juni 1633 durch die Übergabe der Stadt an die Holländer und dem Abzug der Spanier. Obwohl nun die Kriegshandlungen etwas nachließen und die Holländer für 39 Jahre blieben, kam es im
- Juni 1636 durch Blitzeinschlag in das Pulvermagazin im Schloss zu einer verheerenden Explosion, bei der die halbe Stadt zerstört wurde.[7]

Trotz Ende des Dreißigjährigen Krieges 1648 waren die Kampfhandlungen am Niederrhein nicht beendet. Die Stadt galt in dieser Zeit als Spielball der Krieg führenden Mächte. Man sagte, Rheinberg sei „eine Hure des Krieges“. Im Holländischen Krieg (1672–1678) wurden die Holländer von den französischen Truppen Ludwig XIV. aus Rheinberg im Juni 1672 durch Verrat zu einer Kapitulation und zum Abzug gezwungen. Dies führte zu einem weitgehenden Ende der Unterdrückung der Katholiken mit der Rückgabe der Stadtkirche und der Wiederbelebung der Klöster.
Auch vom Spanischen Erbfolgekrieg (1701–1714) war Rheinberg betroffen. Am 27. November 1701 eroberten französische Truppen unter „Marques de Grammont“ nach Belagerung die Stadt. Die Preußen als Gegner der Franzosen belagerten darauf ab 1702 die Festung. Die Franzosen kapitulierten am 10. Februar 1703 und zogen sich aus diesem Bereich des Niederrheins zurück. Unter den Preußen unterstand das Amt Rheinberg dem Herzogtum Kleve und die Festungswerke wurden zerstört. Im April 1715 verließen die Preußen Rheinberg und das Amt Rheinberg wurde wieder an das Erzbistum Köln zurückgegeben.
Ab 1741 ließ Kurfürst Clemens August von Bayern die Festungswerke von Rheinberg teilweise wieder ertüchtigen. Im Siebenjährigen Krieg von 1756 bis 1763 gehörte Kurköln zu der Allianz der Gegner von Preußen. Obwohl sowohl das Gefecht in der Nähe von Rheinberg am 16. Juni und danach am 23. Juni 1758 die Schlacht bei Krefeld und das Gefecht bei Kloster Kamp 1760, im näheren Umfeld stattfanden, blieb diesmal das Stadtgebiet Rheinberg von Zerstörungen verschont. Die nächsten Jahre bis Mitte des letzten Jahrzehnts vom 18. Jahrhundert verliefen friedlich. Allerdings wurden die drei inzwischen baufälligen Stadttore 1777 abgerissen.

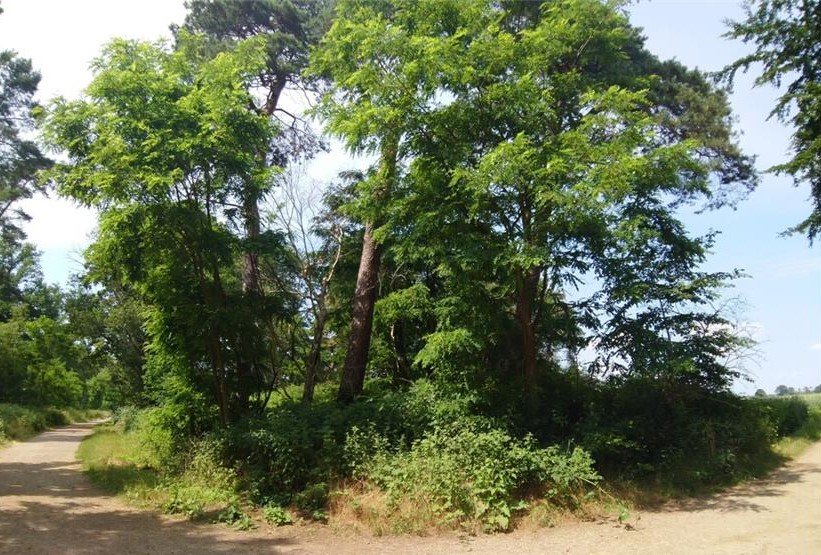
Der Rheinberger Galgenhügel an der Ecke Bongersweg/Waldweg am Westrand der Leucht ist überwuchert

Bis Mitte des Mitte des 18. Jahrhunderts befand sich am Rande der heutigen Leucht der Galgen der Rheinberger Gerichtsbarkeit.
Allerheiligen 1794 besetzten französische Revolutionstruppen im Ersten Koalitionskrieg Rheinberg und blieben bis 1814 (Franzosenzeit). Am 17. Oktober 1797 wurde die Annexion des gesamten linken Rheinufers vorbereitet (Frieden von Campo Formio).
Am 4. November 1797 wurde die Verwaltung des Gebiets nach französischem Vorbild reorganisiert; es wurden vier Départements gebildet. Rheinberg war nun eine französische Mairie im Kanton Rheinberg des Département de la Roer. Der Feudalismus wurde durch den Code civil (übersetzt bürgerliche Verfassung) abgelöst. Rechtlich wurde die Annexion mit dem Lunéviller Frieden zum 9. März 1801 von den Deutschen Staaten anerkannt.
Das französische Intermezzo endete nach der Niederlage Napoleons in der Völkerschlacht bei Leipzig (Oktober) 1813 und dem Abzug der französischen Truppen im Januar 1814 vom linken Niederrhein. Zuerst wurde 1814 Preußen vorläufig und ab dem Friedensschluss und dem Ende des Wiener Kongresses 1815 endgültig Landesherr vom gesamten linken Niederrhein. Unter der preußischen Verwaltung wurden zuerst die oberen Verwaltungsstrukturen am Niederrhein weitgehend wiederhergestellt. Die ehemaligen Herzogtümer Jülich-Kleve-Berg wurden mit den in diesem Bereich liegenden Kurkölner Gebieten zum 30. April 1815 zur Provinz Jülich-Kleve-Berg zusammengefasst. Im April 1816 wurde dann der Kreis Rheinberg gebildet, der zum Regierungsbezirk Kleve gehörte. Aus der französischen Mairie Rheinberg, zu der auch Winterswick gehörte, wurde die preußische Bürgermeisterei Rheinberg.
Die Stadt Rheinberg erhielt 1858 die Rheinische Städteordnung. Seitdem wurde zwischen der Stadtbürgermeisterei Rheinberg und der Landbürgermeisterei Rheinberg unterschieden, die die Gemeinde Winterswick umfasste und weiterhin von Rheinberg aus verwaltet wurde.

### Zweiter Weltkrieg
Während des Zweiten Weltkrieges lagen starke Flak-Verbände der Wehrmacht auf dem Gebiet der Gemeinde. Diese waren Teil der Flak-Verbände, die das Ruhrgebiet schützen sollten.
Nach der Kapitulation Deutschlands richteten die Amerikaner nahe Rheinberg ein großes Kriegsgefangenenlager ein. Diese Lager waren auch als Rheinwiesenlager bekannt. In den ersten Nachkriegsmonaten waren im Rheinberger Lager, Schätzungen zufolge, bis zu 200.000 Kriegsgefangene interniert. Da es einige Monate lang im Lager keinerlei Unterkünfte noch sanitäre oder medizinische Einrichtungen gab, gehörte das Rheinberger Lager zu denen mit den höchsten Sterblichkeitsraten. Das Deutsche Rote Kreuz organisierte schon früh Hilfslieferungen für die Gefangenen im Lager. Die Sammelstelle hierfür befand sich damals im ehemaligen Haus Germania am Bahnhof.

### Gebietsreform

Heutige Gemarkungsgrenzen und frühere Gemeindegrenzen in Rheinberg

Der 1816 gebildete Kreis Rheinberg war einer von über 40 Kreisen der Provinz Jülich-Kleve-Berg, der aber schon 1823 mit dem Kreis Geldern vereinigt wurde. Diese Vereinigung wurde bereits 1857 rückgängig gemacht. Von da ab gehörte Rheinberg zum Kreis Moers. Am 1. Juli 1934 wurden Alpsray und Winterswick eingegliedert und am 1. Januar 1972 die einwohnerschwache Gemeinde Orsoy-Land. Am 1. Januar 1975 kamen im Zuge des Zweiten Neugliederungsprogramms die bis dahin selbstständige Stadt Orsoy und die ehemals selbstständigen Gemeinden Borth und Budberg hinzu. Seit dem 1. Januar 1975 gehört Rheinberg zum Kreis Wesel, in dem der frühere Kreis Moers aufging.

## Politik

### Ergebnisse der Kommunalwahlen 2020 in Rheinberg
Die Sitze im Stadtrat verteilen sich nach dem Ergebnis der Kommunalwahl 2020 folgendermaßen auf die einzelnen Parteien:
| Partei | Stimmen | % (2020) | % (2014) | +/- | Sitze (2020) | Sitze (2014) | +/- |
| --- | --- | --- | --- | --- | --- | --- | --- |
| CDU | 4.763 | 33,5 % | 42,5 % | −9,0 % | 16 | 20 | −4 |
| Bündnis 90/Die Grünen | 3.796 | 26,7 % | 16,3 % | +10,4 % | 13 | 8 | +5 |
| SPD | 2.591 | 18,2 % | 31,5 % | −13,3 % | 9 | 14 | −5 |
| FDP | 1.268 | 8,9 % | 5,0 % | +3,9 % | 4 | 2 | +2 |
| AfD | 837 | 5,9 % | 0,0 % | +5,9 % | 3 | 0 | +3 |
| Die PARTEI | 612 | 4,3 % | 0,0 % | +4,3 % | 2 | 0 | +2 |
| Die LINKE | 366 | 2,6 % | 4,7 % | −2,1 % | 1 | 2 | −1 |
| Gültige Stimmen | 14.233 | | | | | | |
| Ungültige Stimmen | 186 | | | | | | |
| Stimmen Insgesamt | 14.419 | | | | 48 | 46 | +2 |
| Wahlberechtigte Insgesamt | 26.041 | 55,4 % | 50,7 % | +4,7 % | | | |
| Sitzverteilung nach der Ratswahl am 13. September 2020 in RheinbergInsgesamt 48 Sitze - Linke: 1 - SPD: 9 - Grüne: 13 - PARTEI: 2 - FDP: 4 - CDU: 16 - AfD: 3 | Sitzverteilung nach der Ratswahl am 13. September 2020 in RheinbergInsgesamt 48 Sitze - Linke: 1 - SPD: 9 - Grüne: 13 - PARTEI: 2 - FDP: 4 - CDU: 16 - AfD: 3 | Sitzverteilung nach der Ratswahl am 13. September 2020 in RheinbergInsgesamt 48 Sitze - Linke: 1 - SPD: 9 - Grüne: 13 - PARTEI: 2 - FDP: 4 - CDU: 16 - AfD: 3 | Ratswahl am 13. September 2020 in RheinbergWahlbeteiligung: 55,4 % 403020100 33,5 %26,7 %18,2 %8,9 %5,9 %4,3 %2,6 % CDUGrüneSPDFDPAfDPARTEILinkeGewinne und Verlusteim Vergleich zu 2014 %p 12 10 8 6 4 2 0 −2 −4 −6 −8−10−12−14−9,0 %p+10,4 %p−13,3 %p+3,9 %p+5,9 %p+4,3 %p−2,1 %pCDUGrüneSPDFDPAfDPARTEILinke | Ratswahl am 13. September 2020 in RheinbergWahlbeteiligung: 55,4 % 403020100 33,5 %26,7 %18,2 %8,9 %5,9 %4,3 %2,6 % CDUGrüneSPDFDPAfDPARTEILinkeGewinne und Verlusteim Vergleich zu 2014 %p 12 10 8 6 4 2 0 −2 −4 −6 −8−10−12−14−9,0 %p+10,4 %p−13,3 %p+3,9 %p+5,9 %p+4,3 %p−2,1 %pCDUGrüneSPDFDPAfDPARTEILinke | Ratswahl am 13. September 2020 in RheinbergWahlbeteiligung: 55,4 % 403020100 33,5 %26,7 %18,2 %8,9 %5,9 %4,3 %2,6 % CDUGrüneSPDFDPAfDPARTEILinkeGewinne und Verlusteim Vergleich zu 2014 %p 12 10 8 6 4 2 0 −2 −4 −6 −8−10−12−14−9,0 %p+10,4 %p−13,3 %p+3,9 %p+5,9 %p+4,3 %p−2,1 %pCDUGrüneSPDFDPAfDPARTEILinke | Ratswahl am 13. September 2020 in RheinbergWahlbeteiligung: 55,4 % 403020100 33,5 %26,7 %18,2 %8,9 %5,9 %4,3 %2,6 % CDUGrüneSPDFDPAfDPARTEILinkeGewinne und Verlusteim Vergleich zu 2014 %p 12 10 8 6 4 2 0 −2 −4 −6 −8−10−12−14−9,0 %p+10,4 %p−13,3 %p+3,9 %p+5,9 %p+4,3 %p−2,1 %pCDUGrüneSPDFDPAfDPARTEILinke | Ratswahl am 13. September 2020 in RheinbergWahlbeteiligung: 55,4 % 403020100 33,5 %26,7 %18,2 %8,9 %5,9 %4,3 %2,6 % CDUGrüneSPDFDPAfDPARTEILinkeGewinne und Verlusteim Vergleich zu 2014 %p 12 10 8 6 4 2 0 −2 −4 −6 −8−10−12−14−9,0 %p+10,4 %p−13,3 %p+3,9 %p+5,9 %p+4,3 %p−2,1 %pCDUGrüneSPDFDPAfDPARTEILinke |

| Partei | Kandidat*                 | Stimmen | % (2020) |
| --- | ------------------------- | ------- | -------- |
| | Tatzel, Frank             | 5.653   | 40,2 %   |
| Bündnis 90/Die Grünen | Heyde, Dietmar            | 5.537   | 39,4 %   |
| FDP | Mull, Rainer              | 1.927   | 13,7 %   |
| Die PARTEI | Cengiz, Renan             | 936     | 6,7 %    |
| Gültige Stimmen | Gültige Stimmen           | 14.053  |          |
| Ungültige Stimmen | Ungültige Stimmen         | 367     |          |
| Stimmen Insgesamt | Stimmen Insgesamt         | 14.420  |          |
| Wahlberechtigte Insgesamt | Wahlberechtigte Insgesamt | 26.041  | 55,4 %   |
| Bürgermeisterwahl* 13.09.2020 RheinbergWahlbeteiligung von 55,4 % 50403020100 40,2 %39,4 %13,7 %6,7 % Sonst.aGrünebFDPcPARTEIdAnmerkungen:a Tatzel, Frankb Heyde, Dietmarc Mull, Rainerd Cengiz, Renan |                           |         |          |

| Partei | Kandidat*                 | Stimmen | % (2020) |
| --- | ------------------------- | ------- | -------- |
| Bündnis 90/Die Grünen | Heyde, Dietmar            | 6.619   | 59,2 %   |
| | Tatzel, Frank             | 4.570   | 40,8 %   |
| Gültige Stimmen | Gültige Stimmen           | 11.189  |          |
| Ungültige Stimmen | Ungültige Stimmen         | 89      |          |
| Stimmen Insgesamt | Stimmen Insgesamt         | 11.278  |          |
| Wahlberechtigte Insgesamt | Wahlberechtigte Insgesamt | 26.026  | 43,3 %   |
| Bürgermeisterstichwahl* 27.09.2020 RheinbergWahlbeteiligung von 43,3 % 6050403020100 59,2 %40,8 % GrüneaSonst.bAnmerkungen:a Heyde, Dietmarb Tatzel, Frank |                           |         |          |

### Wappen, Siegel, Banner, Flagge und Logo
Der Stadt Rheinberg ist mit Urkunde des Innenministers von Nordrhein-Westfalen vom 20. Juli 1961 das Recht zur Führung eines Wappens, eines Siegels und einer Flagge (Banner) verliehen worden. Die Stadt führt zudem ein Logo.

Wappen
Wappen der ehem. Stadt Orsoy
Wappen der ehem. Gemeinde Borth
Wappen der ehem. Gemeinde Budberg
Siegel
Banner
Flagge
Logo

Blasonierung: Das Wappen trägt auf silbernem Grund ein rotes Balkenkreuz, das mit einem aufgerichteten goldenen Schlüssel, dessen Bart nach links zeigt, belegt ist.
Das historische Stadtsiegel wurde Rheinberg bei der Stadterhebung vom damaligen Landesherrn verliehen. Es stellt den heiligen Petrus dar, der, umgeben von einer zinnengekrönten Mauer, auf einem Stuhl sitzt und in seinen Händen je eine Fahne hält. Dieses große Siegel wird nur noch bei besonders bedeutsamen Beurkundungen (Ehrenbürgerrecht u. ä.) verwendet. Das seit dem Ende des 18. Jahrhunderts gebräuchliche kleinere Dienstsiegel enthält die Embleme des Wappens, nämlich Balkenkreuz und Schlüssel.
Die Flagge trägt auf weißem Grund ein rotes Balkenkreuz mit gelbem Schlüssel. Sie kann sowohl die Form eines Banners als auch die einer Fahne (Hissflagge) haben.

## Kultur, Religion und Sehenswürdigkeiten

### Bauwerke des Stadtteils Rheinberg
→ Siehe auch: Liste der Baudenkmäler in Rheinberg
Zu den bedeutendsten Bauwerken und Sehenswürdigkeiten gehört die teils erhaltene Stadtbefestigung. Dazu zählt die Alte Kellnerei (⊙), die 1573 als Wirtschaftsgebäude an die erzbischöfliche kurkölnisch-kurfürstliche Landesburg aus dem 13. Jahrhundert angebaut wurde. Diese wurde zeitgleich, zwischen 1292/93 bis 1298, mit dem Rheinberger Zollturm (⊙) errichtet. Nach mehreren Explosionen, bei der auch die ehemalige Burg größtenteils zerstört wurde, und Schleifung der Festungsanlagen ist das auch als Pulverturm genutzte Bauwerk nur noch als Ruine erhalten und liegt etwas mehr als hundert Meter östlich der Alten Kellnerei. Ebenso sichtbar sind noch die Wallanlagen mit dem Außen-, Innen- und Ostwall, die mit etwa zwei Kilometer Länge den historischen Stadtkern Rheinbergs umrahmen.

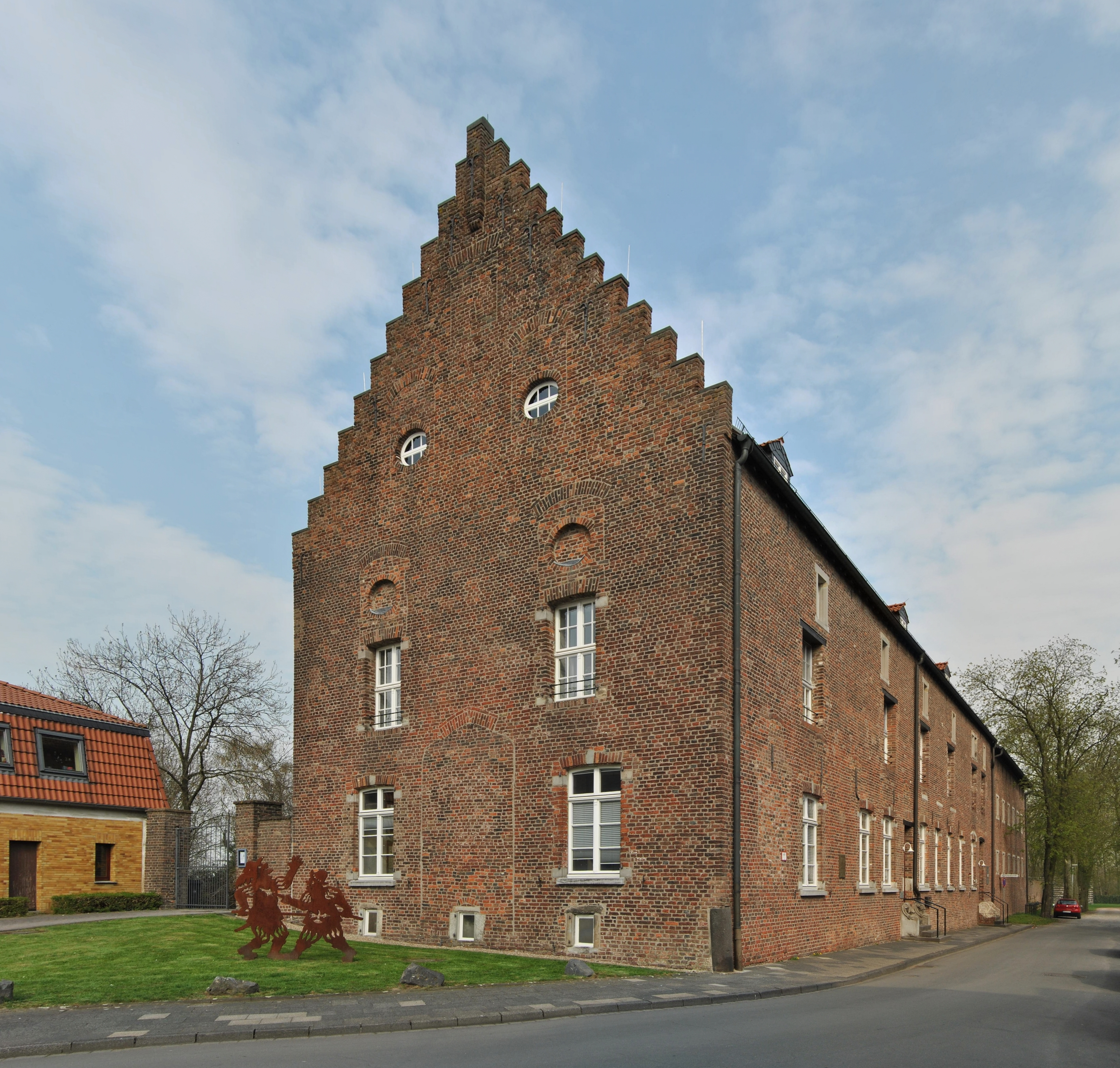
Alte Kellnerei
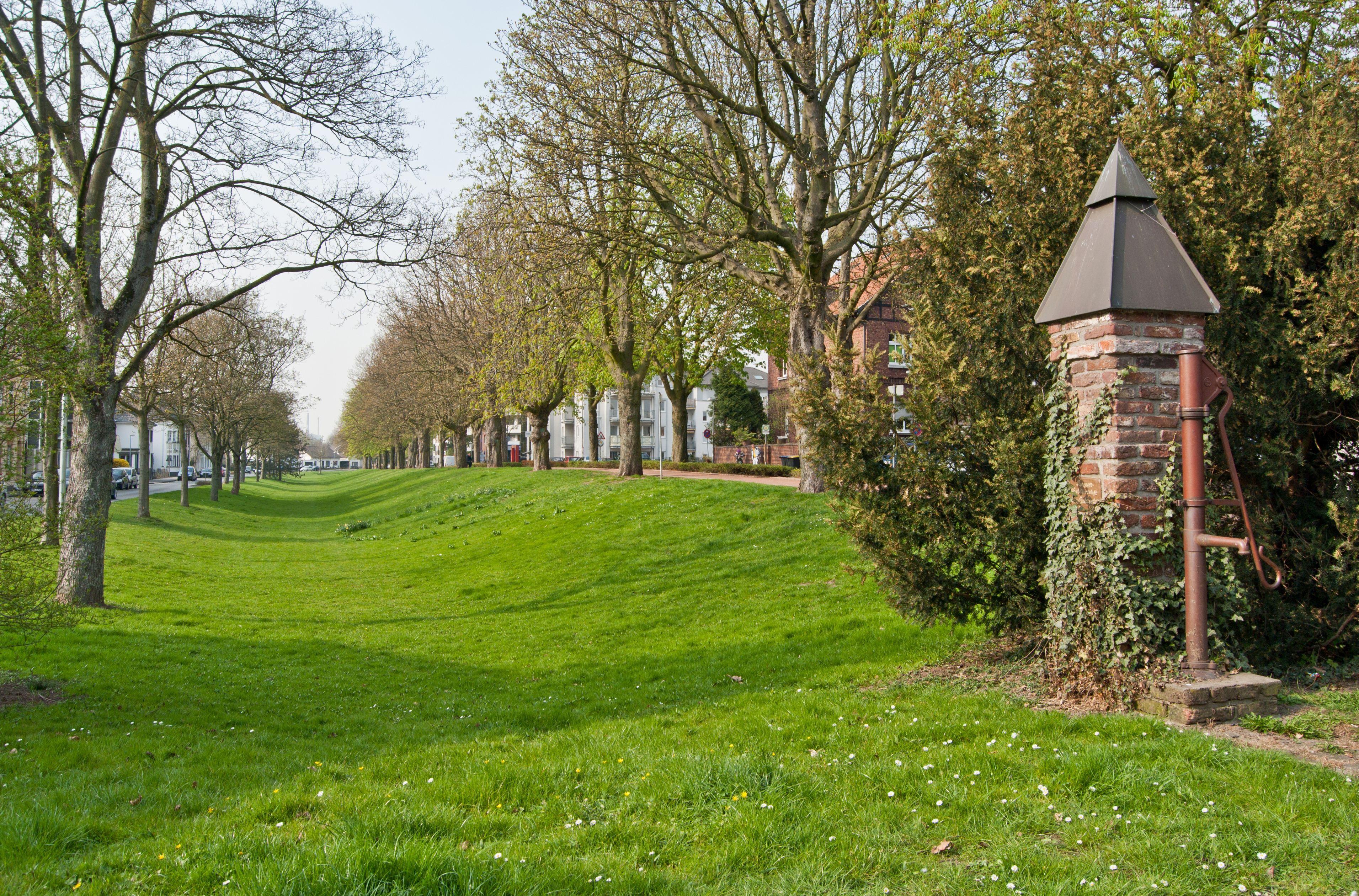
Wallanlagen

Das älteste Sakralbauwerk ist die katholische Pfarrkirche St. Peter (⊙), die sich östlich des Marktplatzes befindet und erstmals im Jahr 1106 urkundlich erwähnt wurde. Der heutige Bau wurde Ende des 12. Jahrhunderts errichtet. Die mit einem spätromanischen, fünfgeschossigen Westturm ausgestattete Kirch ist von der Gotik geprägt. Die Chorfenster stammen von Friedrich Stummel und Egbert Lammers. Zur Ausstattung gehören ein Hochaltar, der mehrere Schreine aus dem 15. und 16. Jahrhundert vereint, eine barocke Kanzel von 1701 und eine Weimbs-Orgel von 2009 mit einem Prospekt aus dem Jahr 1769. Südlich der Kirche steht das Alte Pfarrhaus (⊙), das 1729 im niederländischen Klassizismus gebaut wurde. Zur Pfarrgemeinde St. Peter gehört außerdem die im Ortsteil Annaberg an der gleichnamigen Anhöhe liegende Kirche St. Anna (⊙). Diese wurde 1983 mit einem modernen fünfeckigen Grundriss durch den Architekten Heinz Dohmen, Essener Dombaumeister, errichtet. Die evangelische Pfarrkirche Rheinbergs (⊙) liegt im nördlichen Teil des Stadtkerns. Die Saalkirche befindet sich in einer 1464 erbauten Scheune, in der ab 1686 mit Unterbrechungen Gottesdienste der 1580 gegründeten Gemeinde stattfanden und seit 1721 deren Hauptkirche ist. 1885/86 wurde an die frühere Scheune ein neuromanischer Kirchturm angebaut. Von 1764 bis 1897 existierte als weiterer Sakralbau die Synagoge im Haus Im weißen Kreuz (⊙). Heute erinnern zehn Stolpersteine in der Gelderstraße an das Schicksal der Menschen, die in der Zeit des Nationalsozialismus (NS-Zeit) verfolgt, ermordet, deportiert, vertrieben oder in den Suizid getrieben wurden. Aber auch eine Neuapostolische Kirche existiert in Rheinberg.

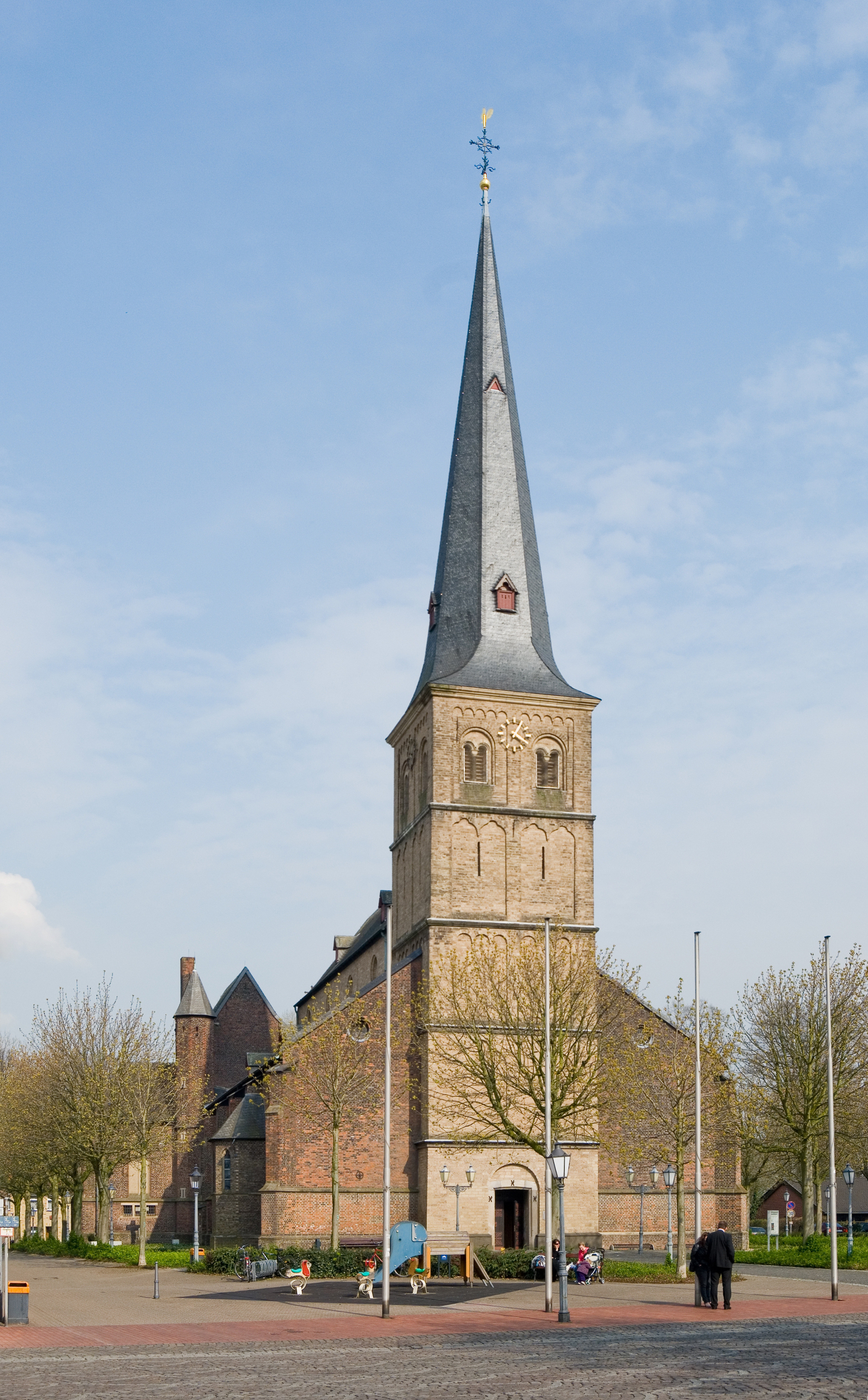
Kath. Kirche St. Peter
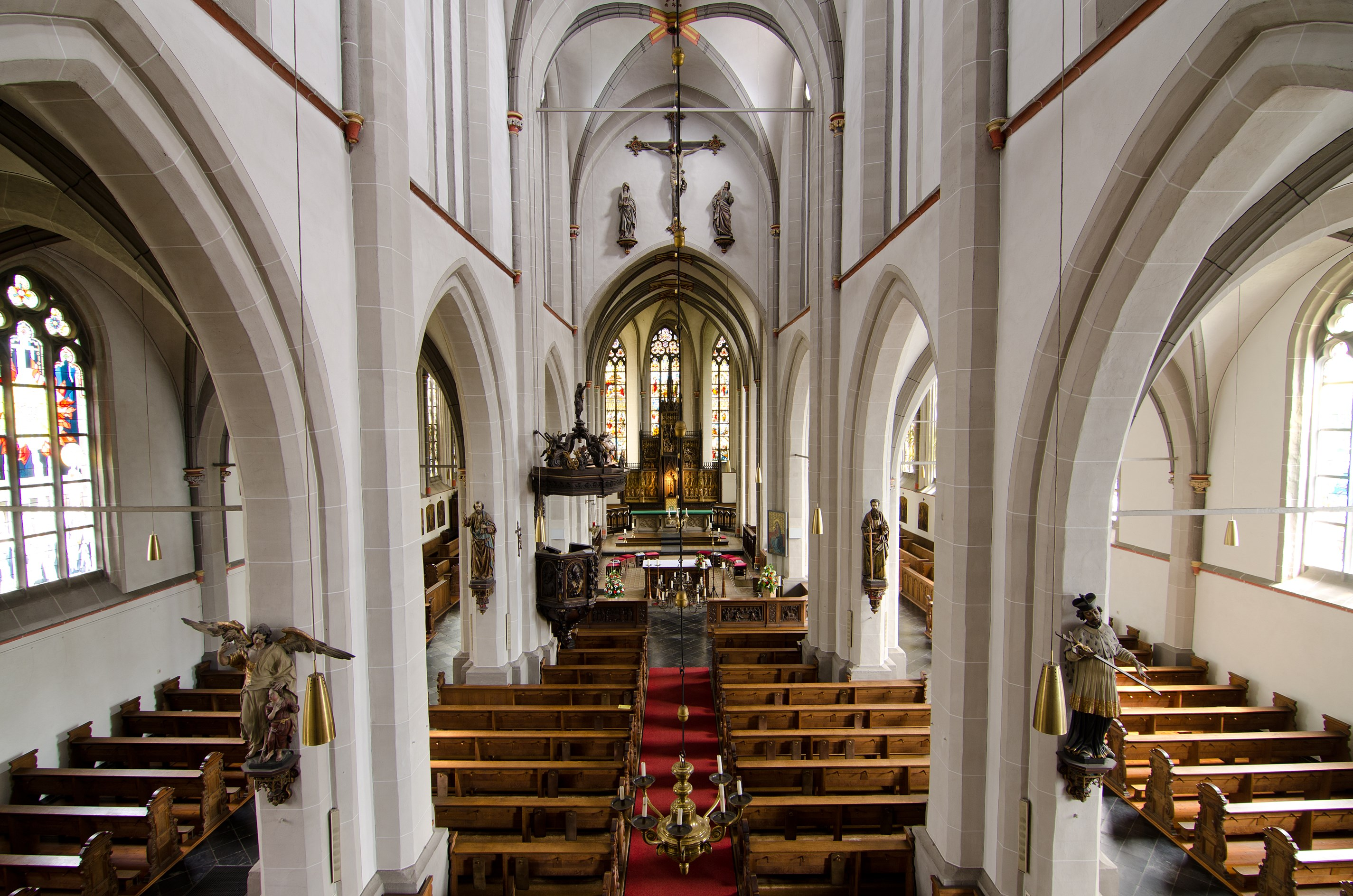
Innenansicht
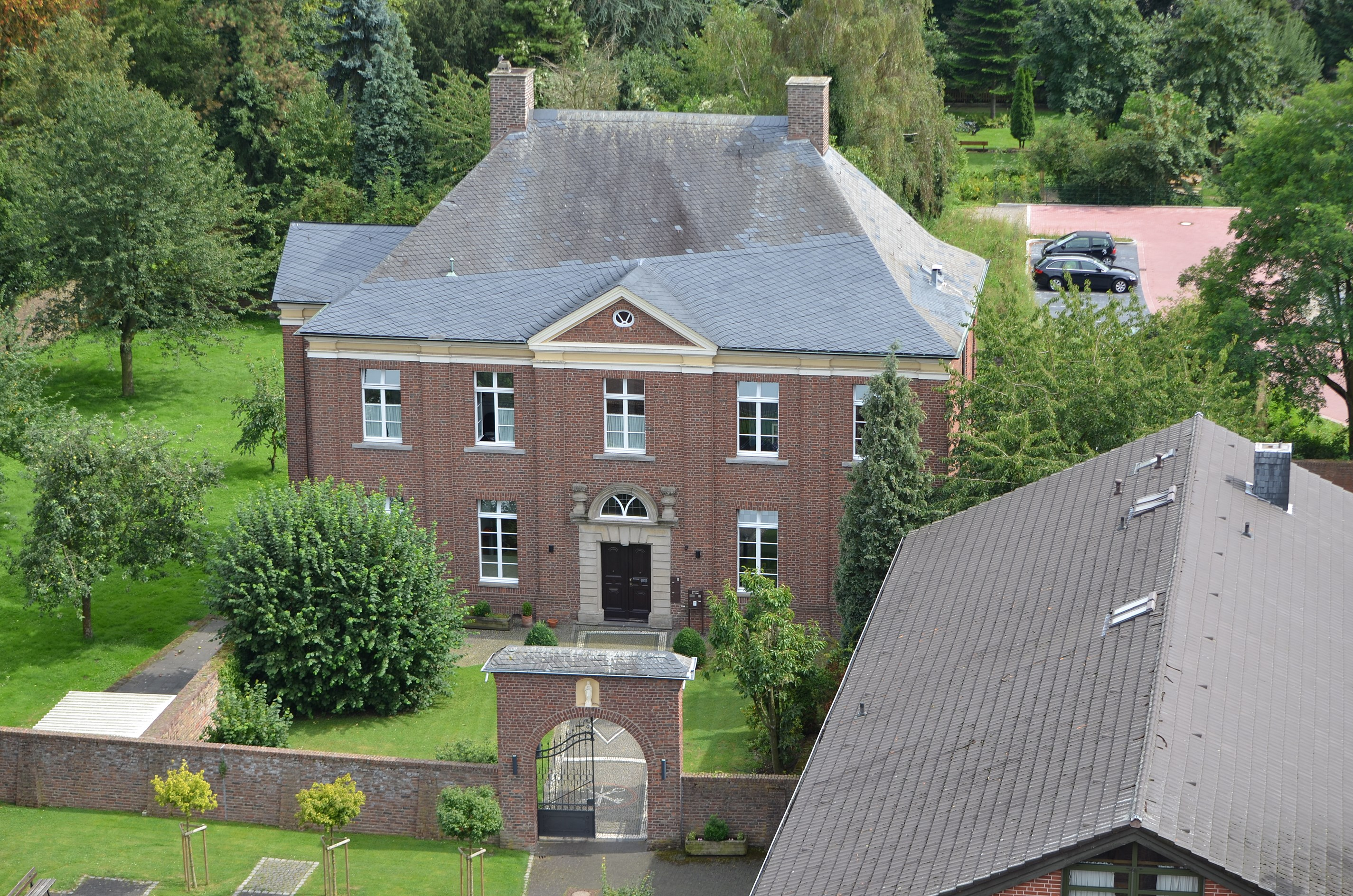
Altes Pfarrhaus
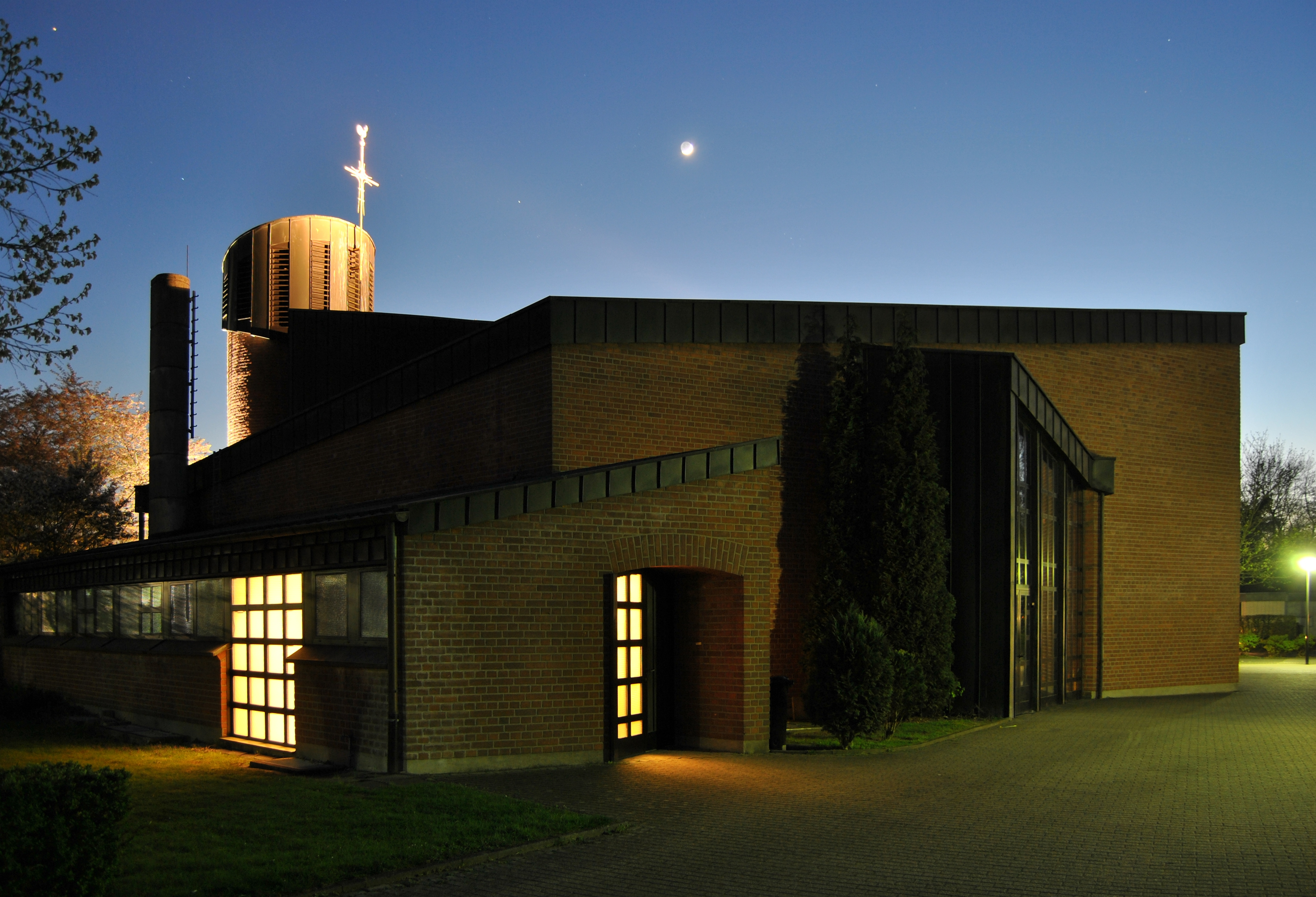
St. Anna in Annaberg
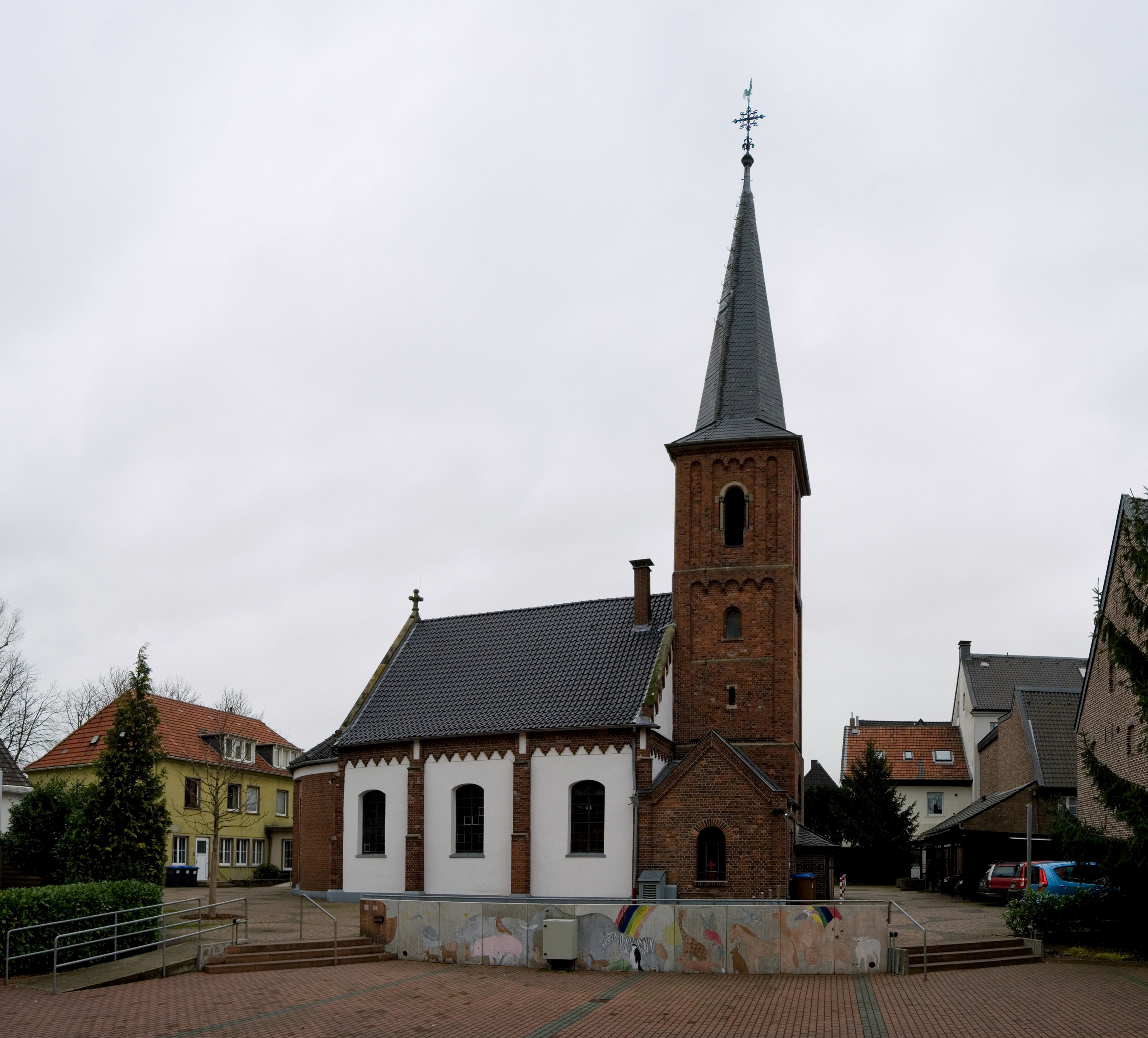
Evangelische Pfarrkirche
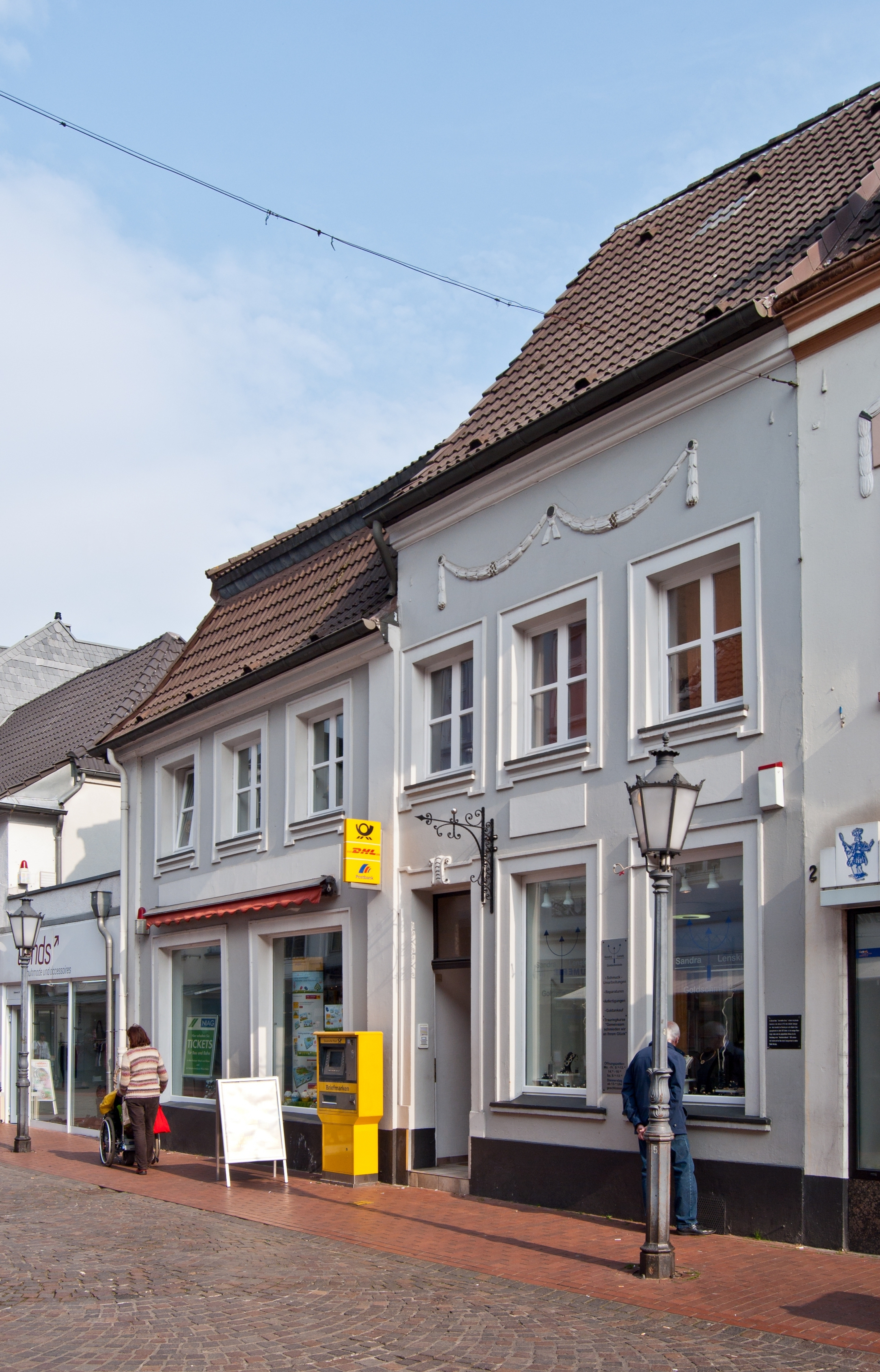
Ehemalige Synagoge

Auf dem Marktplatz, zu dem im Westen der Holz- und Fischmarkt sowie im Osten der Kirchplatz stoßen, steht das gotische Alte Rathaus (⊙) von 1449. Der um 1700 barock umgestaltete Zwiebelturm wurde 1674 an den dreigeschossigen Backsteinbau angebaut. Südlich des Rathauses liegt das Haus Im Scheffel (⊙), welches auf Jahr 1560 datiert ist. Das niederrheinische Getreiderspeicherhaus sicherte die Versorgung von Brot mit dem Kornspeicher zu Zeiten der Rheinberger Belagerung während des Achtzigjährigen Krieges. Im Südosten des Marktes liegt das Gebäude Zum weißen Raben (⊙) aus dem 17. Jahrhundert, das einzige Barockhaus in Rheinberg. Außerdem am Markt liegt Gottfried Böhms Stadthaus (⊙), heutiger Sitz des Rathauses und der Stadtverwaltung, sowie das Stammhaus des Rheinberger Spirituosenunternehmens Underberg, das Underberg Palais (⊙). Es wurde von 1878 bis 1880 erbaut und vom Architekten Ernst Giese entworfen. Heute wird es nur noch für repräsentative Zwecke genutzt, des Weiteren ist das Firmenarchiv dort untergebracht. Im Südwesten schließt sich der ehemalige Kräuterturm (⊙), genannt Underbergturm, an das Stammhaus an. Das Hochhaus, welches aufgrund des Umbaus zu einem Hotel lange Zeit eingerüstet war, ist 53 Meter hoch. Nahe dem Underberg-Turm befindet sich eine Kapelle (⊙), die 1494 errichtet wurde. Sie war Teil des Kamper Hofes, der früheren Stadtniederlassung des Zisterzienserordens der Abtei Kamp aus dem 13. Jahrhundert. Die ehemalige Kapelle, heute ein Restaurant, diente in ihrer Geschichte unter anderem als Quartier der Festungsgouverneure während des Achtzigjährigen Krieges und als Kolpinghaus.

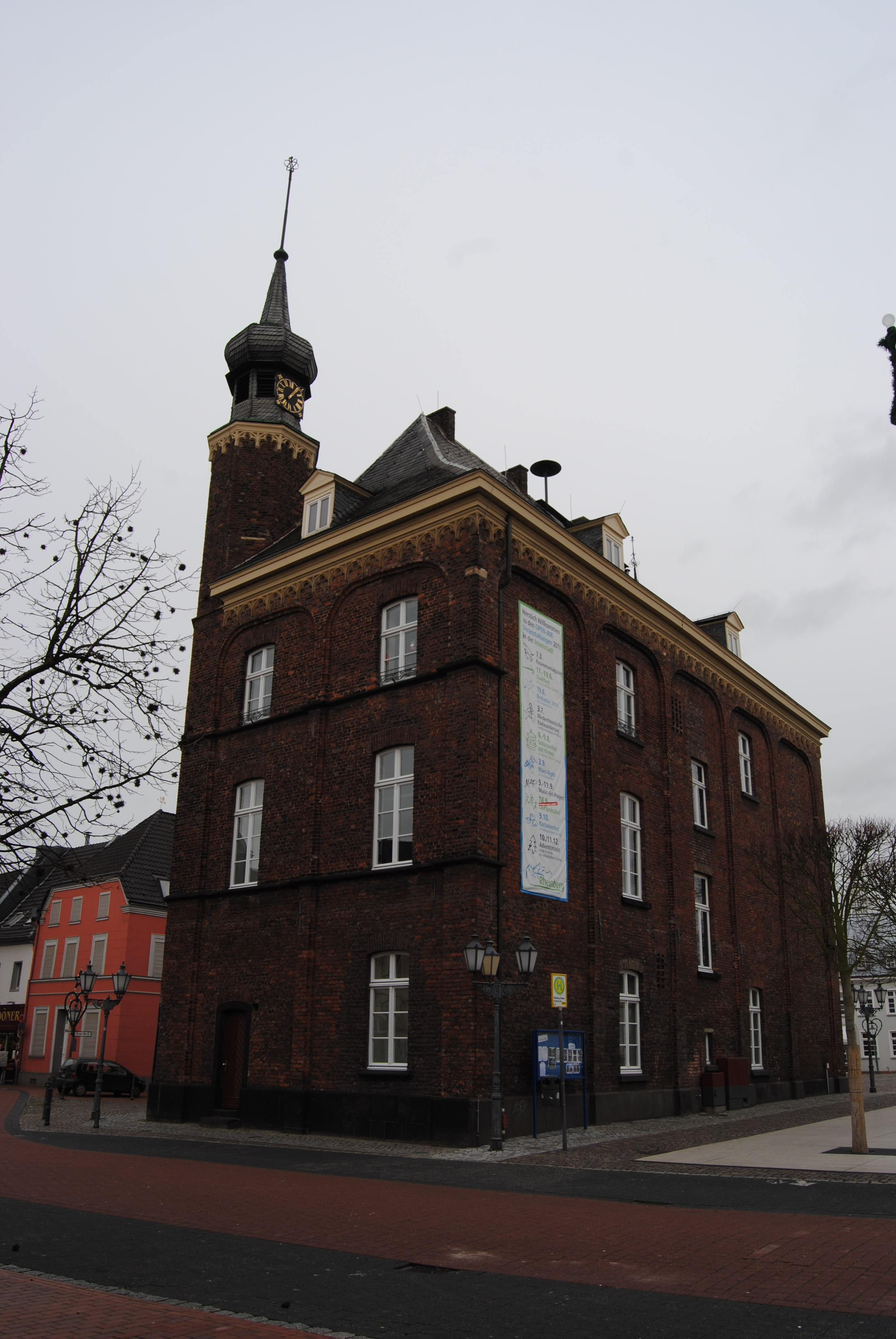
Altes Rathaus
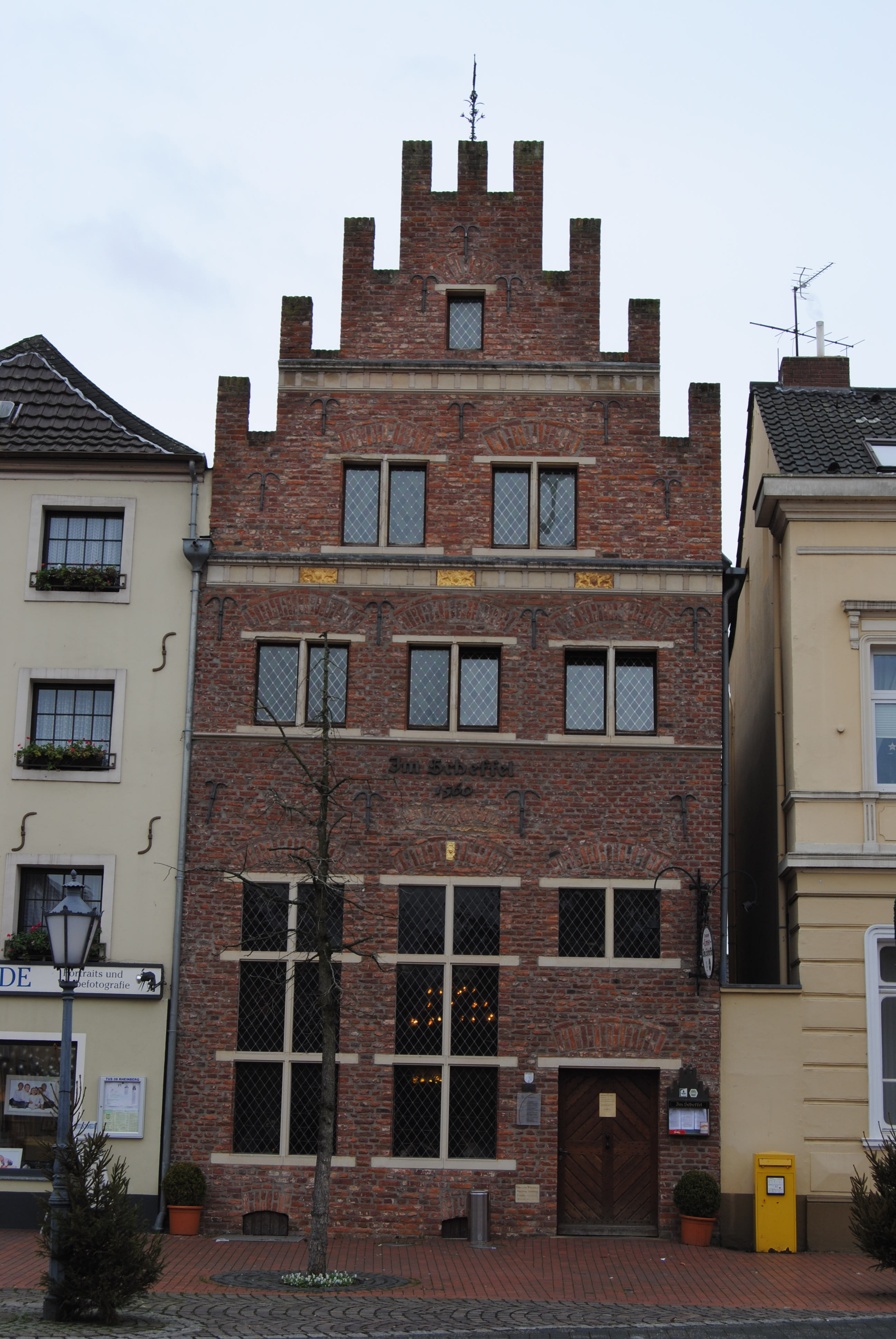
„Im Scheffel“
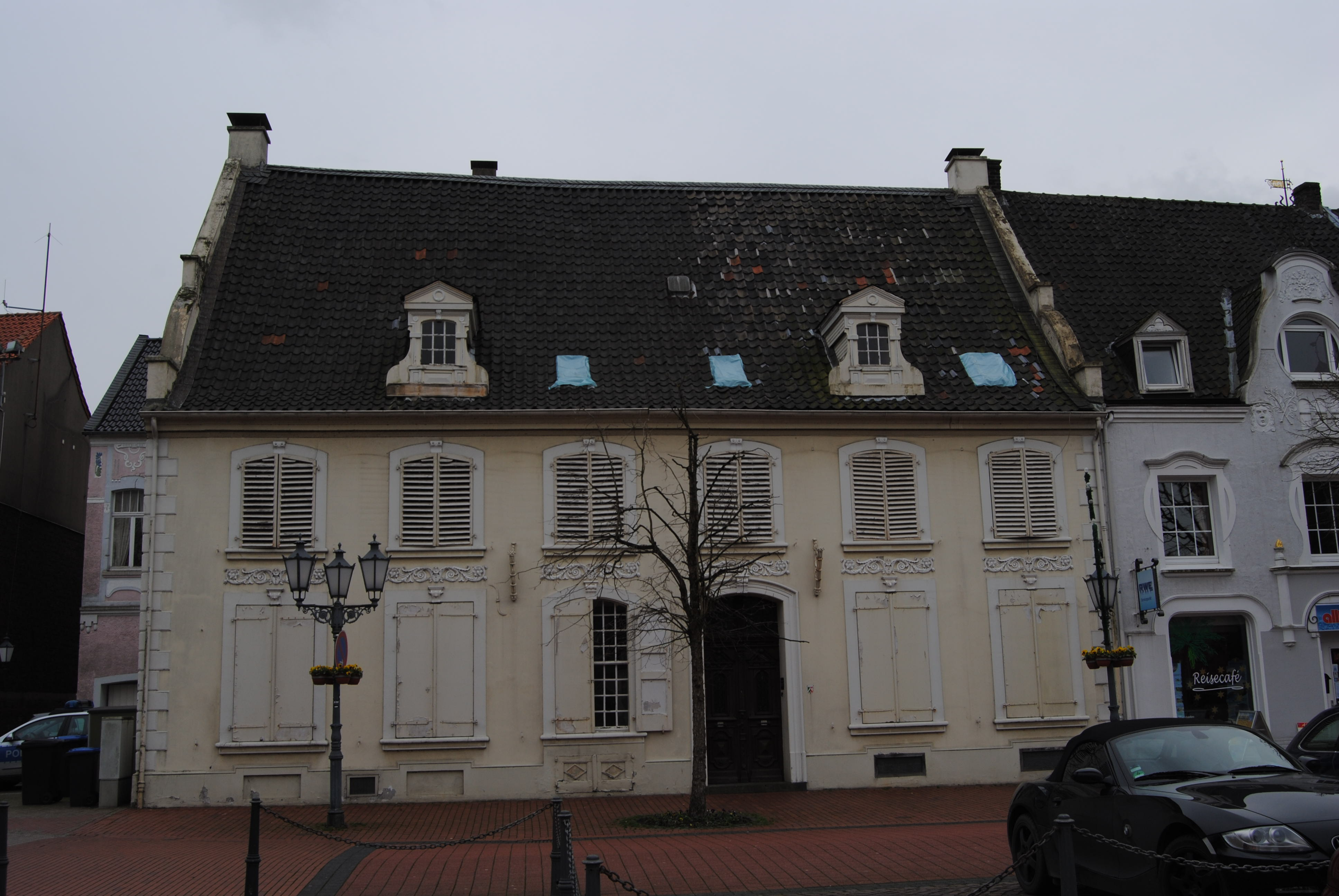
„Zum weißen Raben“ vor der Renovierung
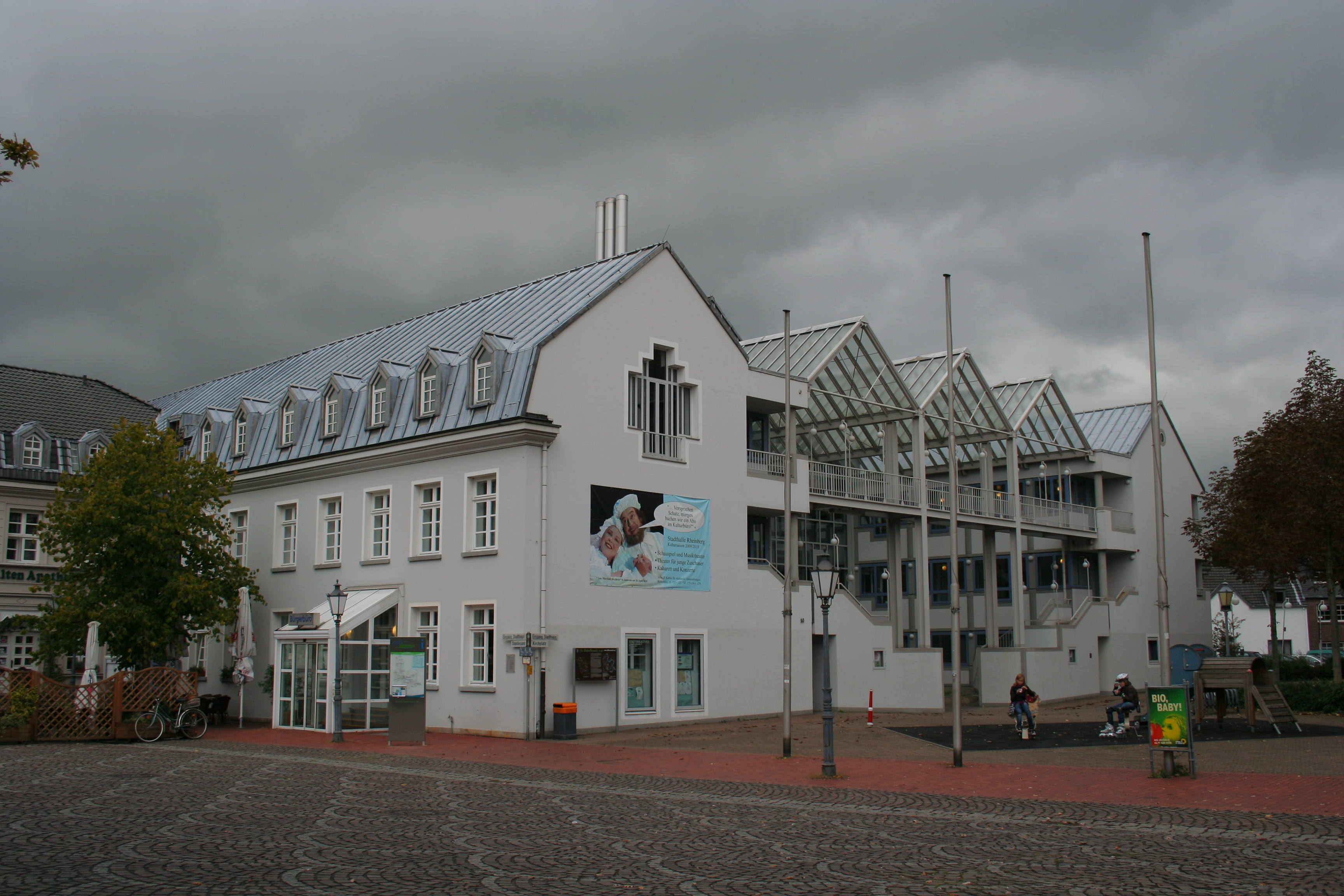
Stadthaus
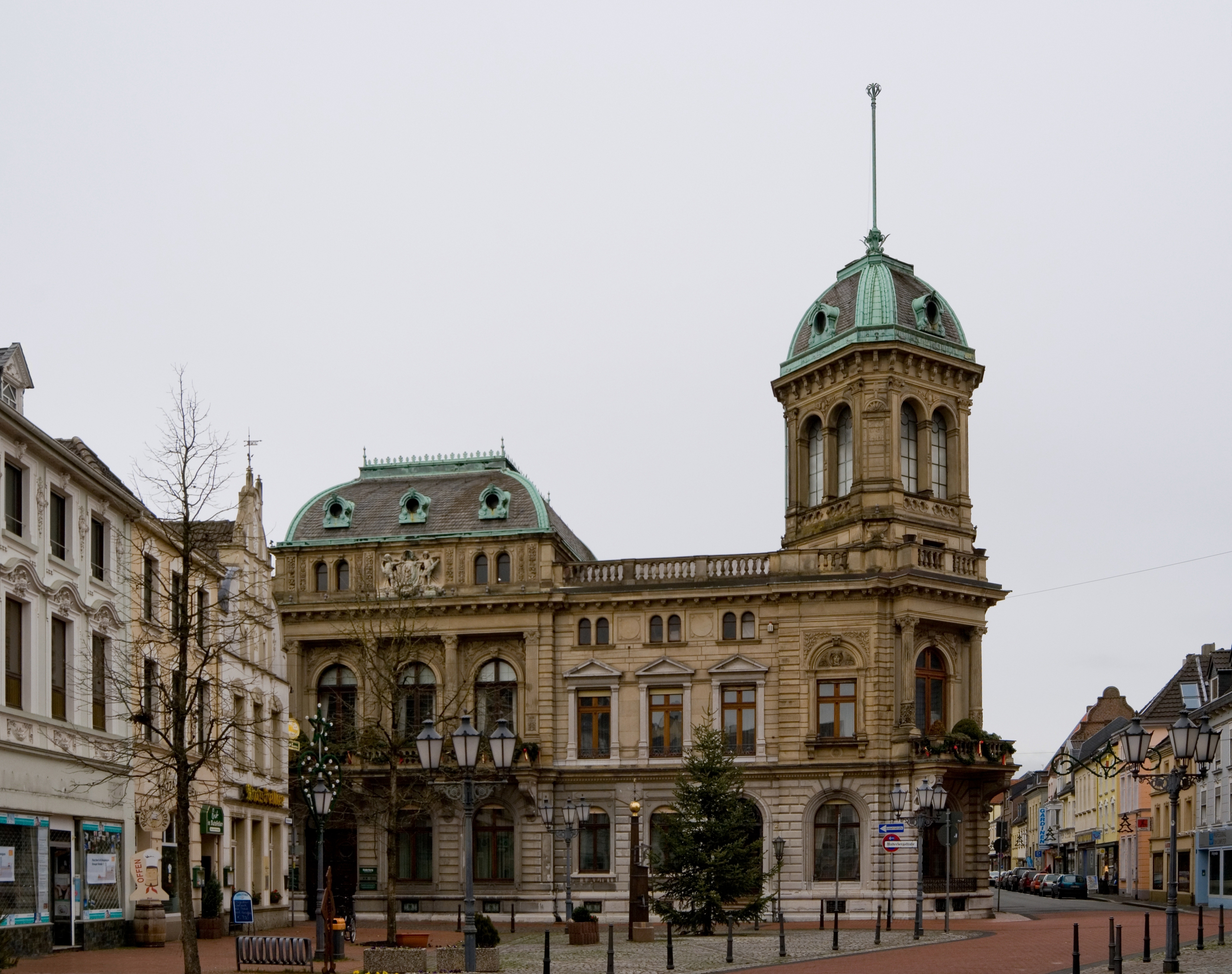
Underberg Palais
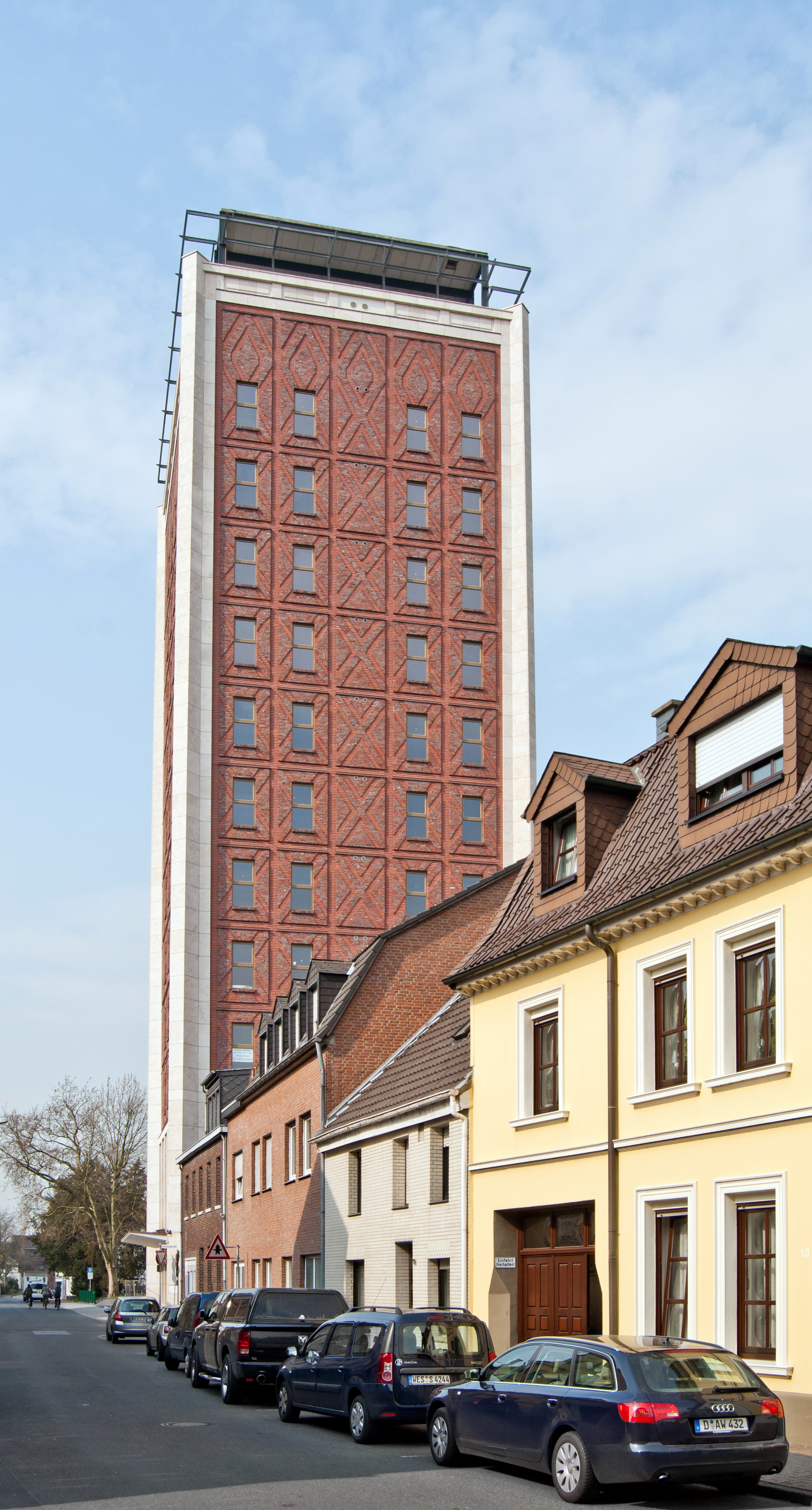
Underbergturm

Knapp hundert Meter östlich der katholischen Kirche St. Peter befindet sich auf dem Ostwall das Kriegsehren- und Mahnmal Tor der Toten (⊙), entworfen von Toni Hermanns. Es besteht aus zwei Betonstelen, in deren Mitte sich eine Bronzeplastik von Fritz Koenig befindet, daneben ein als Truhe genutzter würfelförmiger Stein, der eine Pergamentrolle mit 650 Namen von Kriegsopfern enthält. Außerhalb von Rheinberg, nahe der Stadtgrenze zu Kamp-Lintfort, befindet sich der englische Soldatenfriedhof Rheinberg War Cemetery (⊙). Die im April 1946 angelegte, symmetrisch gehaltene Anlage zählt 3326 Gräber von überregional Gefallenen unterschiedlicher Nationen.

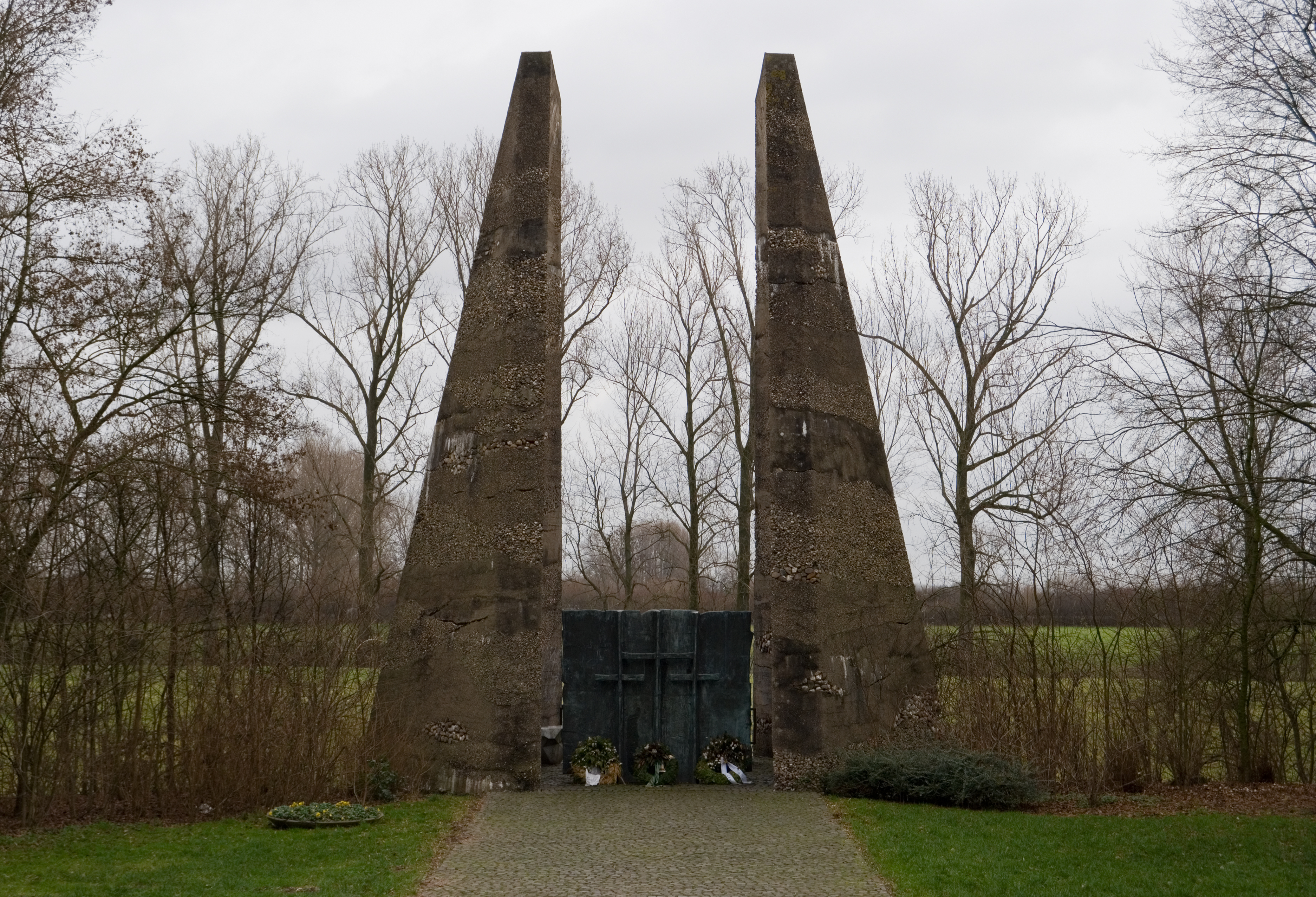
Tor der Toten
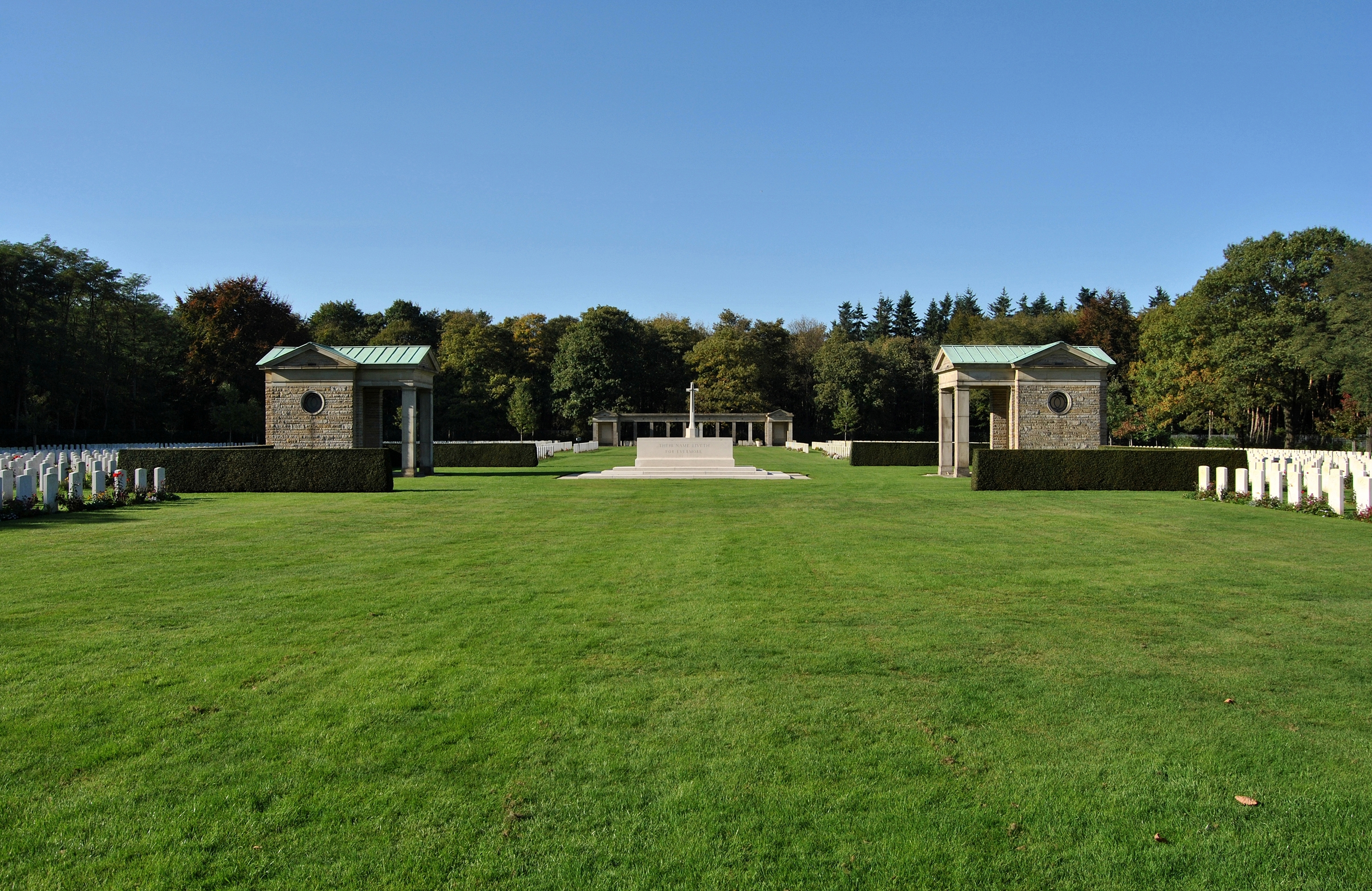
Rheinberg War Cemetery

Der Stadtpark (⊙) geht in das Jahr 1790 zurück, in dem die erste städtische Grünanlage Rheinbergs entstand. Zu den Sehenswürdigkeiten des heutigen Denkmalbereichs zählen das Underberg-Bad (⊙), ein 1954 errichtetes Freibad, und der Spanische Vallan (⊙), ein kleiner, sechseckiger und sieben Meter hoher Wohnturm, der seit 2019 als Kulturzentrum genutzt wird.
Nördlich von Winterswick liegt ein einem Gewerbegebiet der TerraZoo (⊙). Das Reptilium, 1996 gegründet, führt rund 400 Tiere von hundert unterschiedlichen Arten.

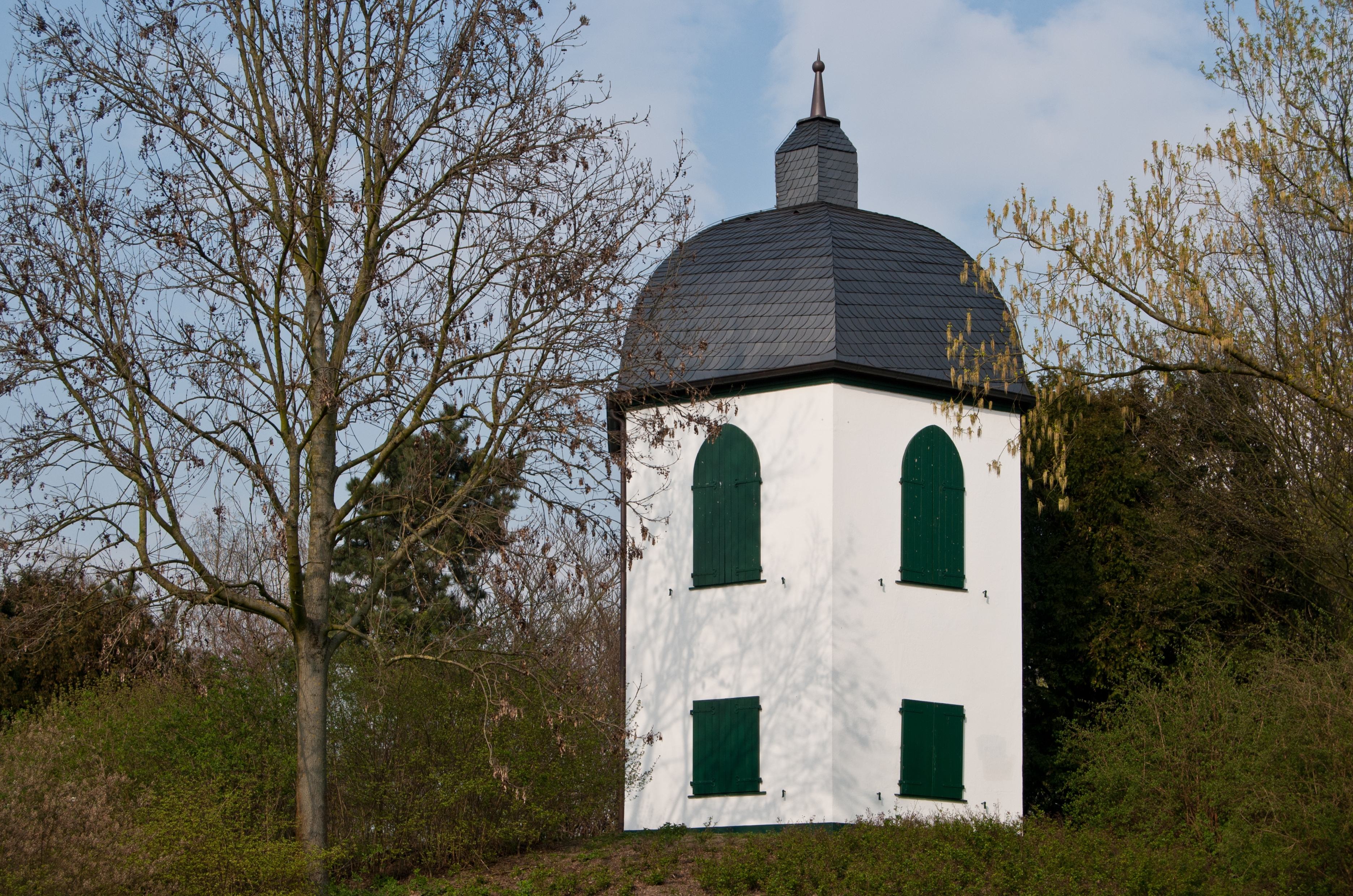
Spanischer Vallan
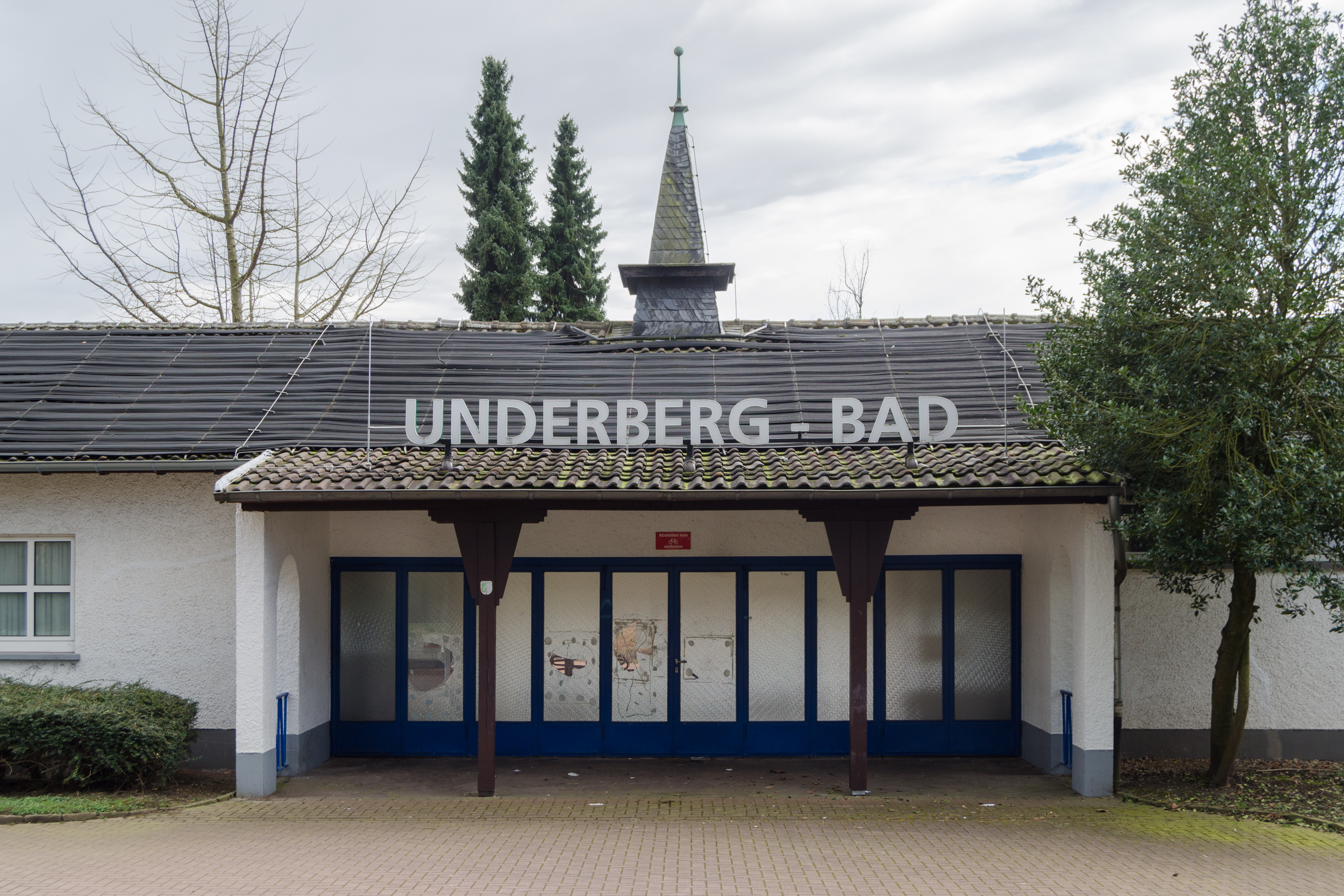
Underberg-Bad
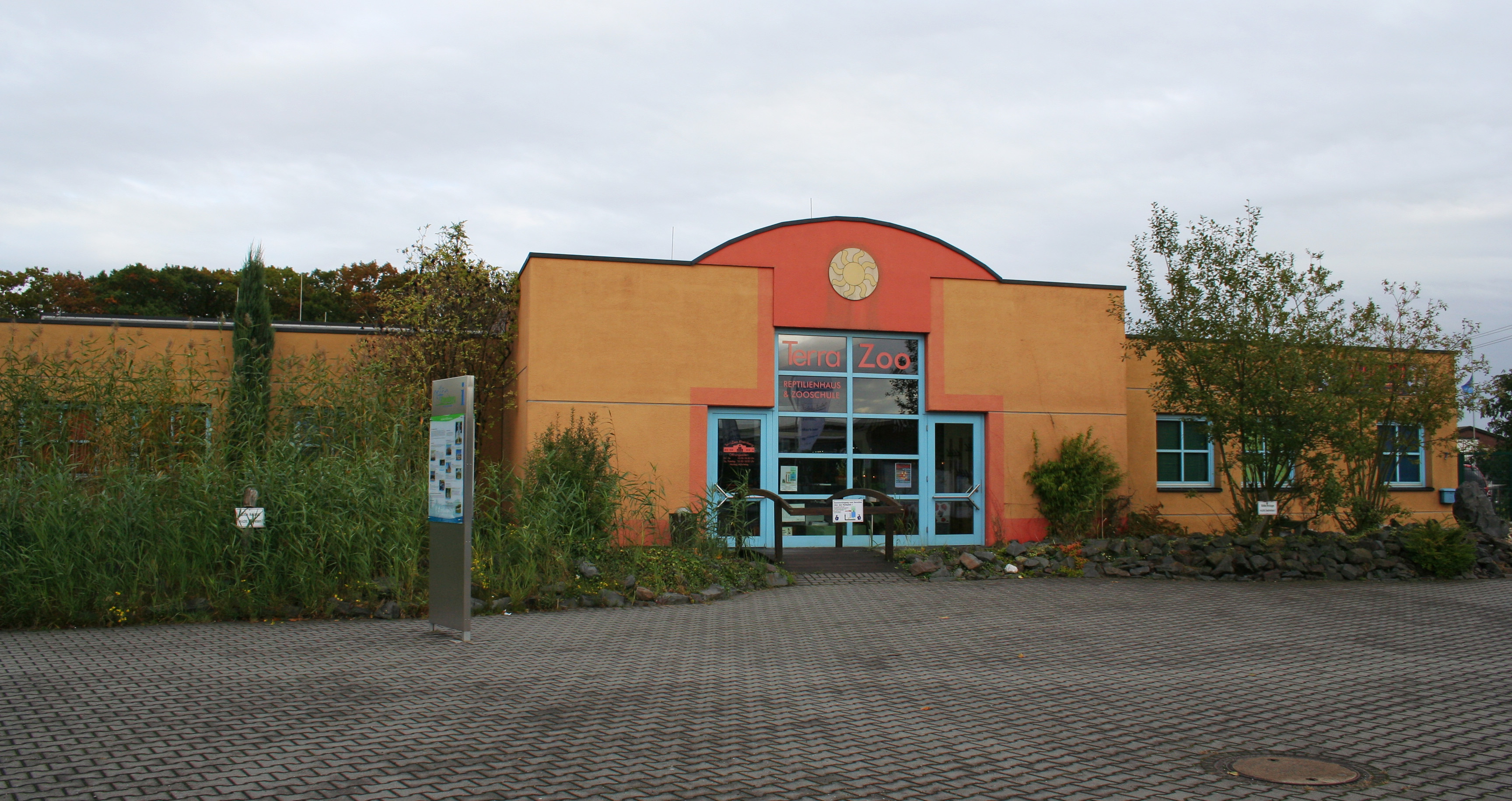
TerraZoo

### Regelmäßige Veranstaltungen
- LaufSpektakel-Rheinberg
- Music Art Project
- Stadtradeln
- ZUSAMMEN/KUNST! (2014–2019)
- KPiP-Festival[34]
- Ossenberger Oster-Wochenmarkt (Karsamstag)
- Handwerkermarkt in Ossenberg (im Juni)
- Ossenberger Streetfood-Festival (jedes 1. Wochenende im September)
- Kastanienfest (im Oktober)
- „Ossenberg leuchtet“ (im November)

### Pumpennachbarschaften
Ein wichtiger historischer Aspekt des kulturellen Lebens in Rheinberg sind die historischen Pumpennachbarschaften. Hierbei handelt es sich um nachbarschaftliche Zusammenschlüsse einzelner Straßenzüge, die ihren Ursprung in der Sicherung der gemeinsamen Wasserversorgung haben.

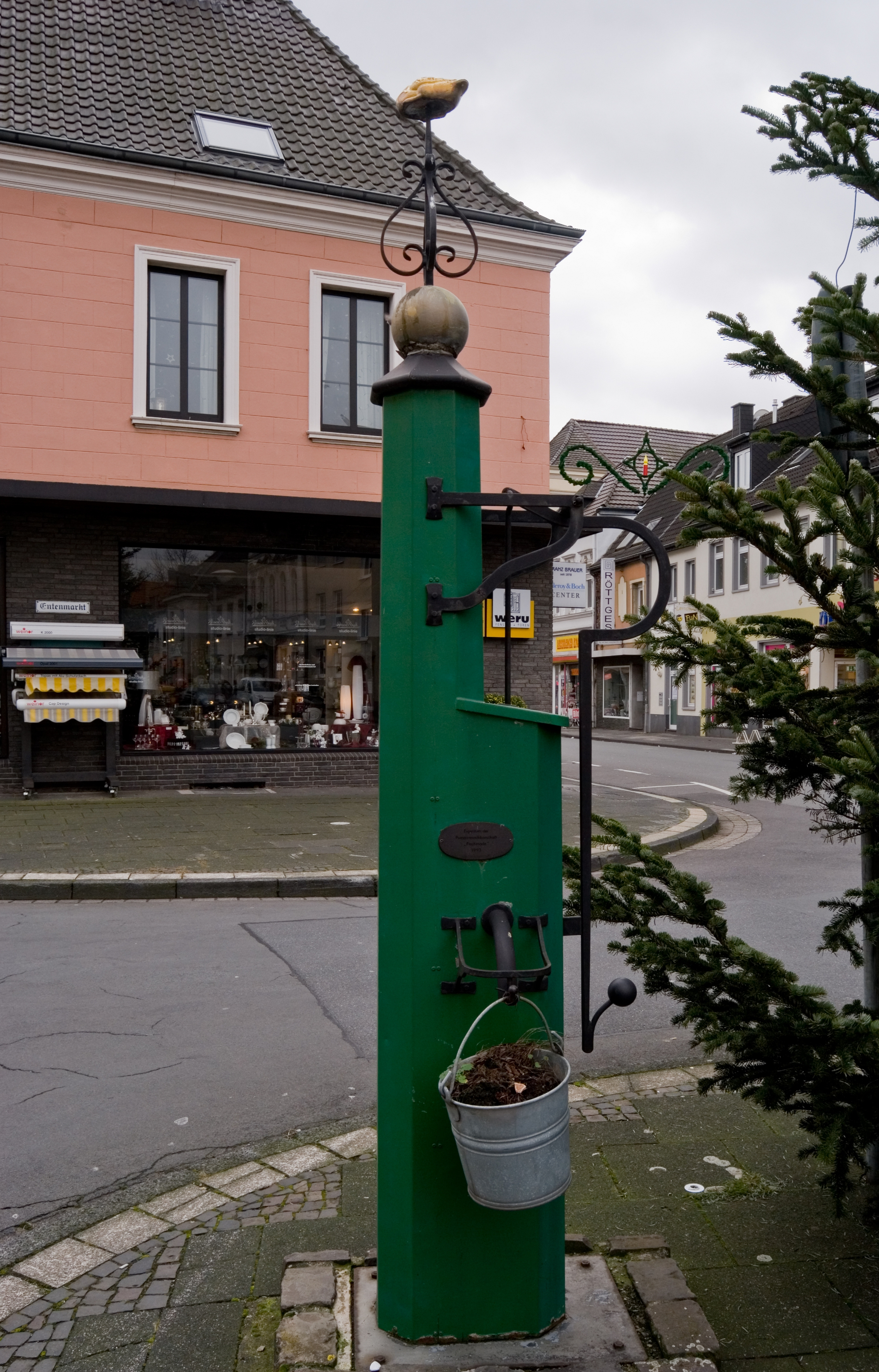
Pumpe der Pumpen-Nachbarschaft „Fischmarkt“ am Entenmarkt
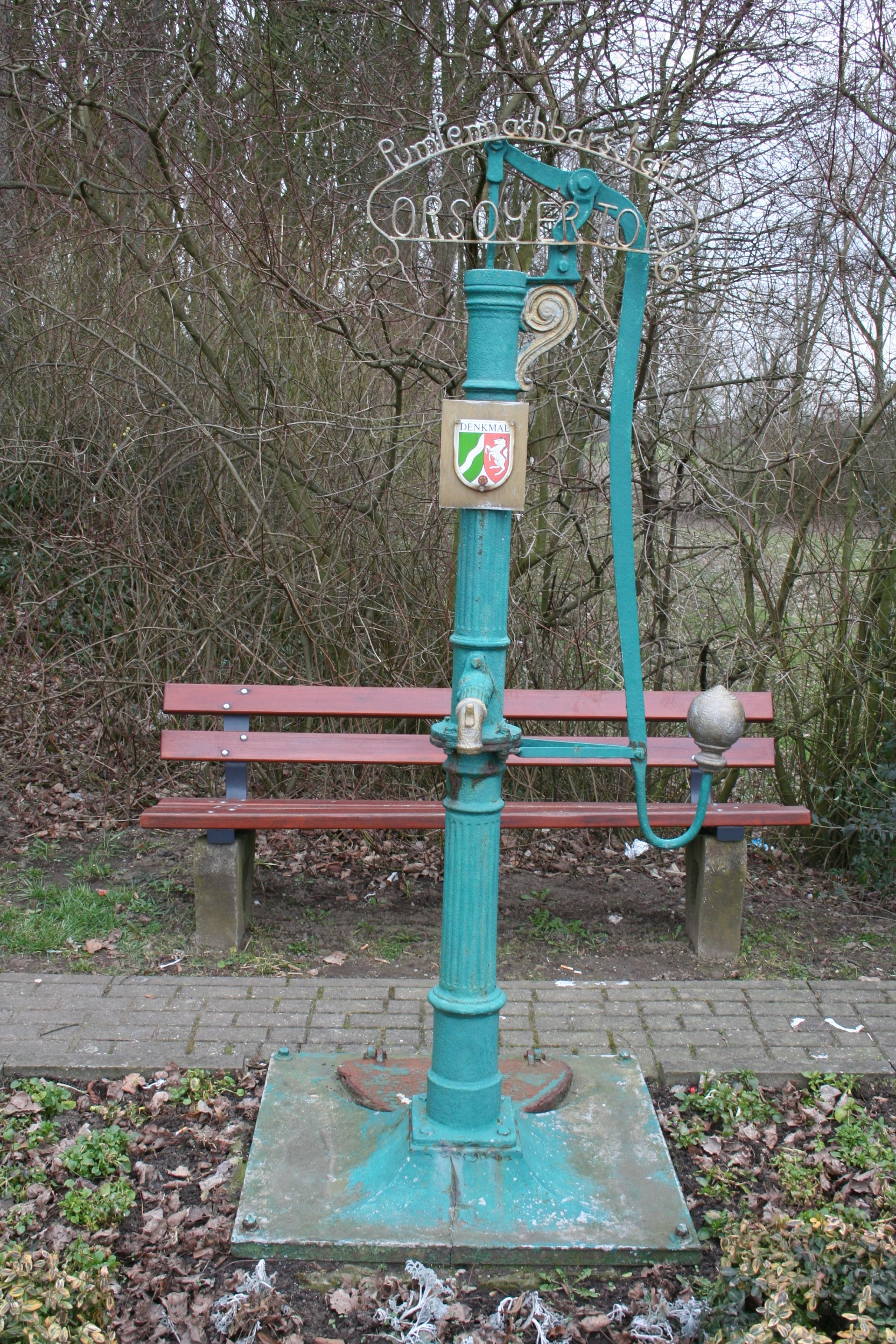
Pumpen-Nachbarschaft Orsoyer Tor
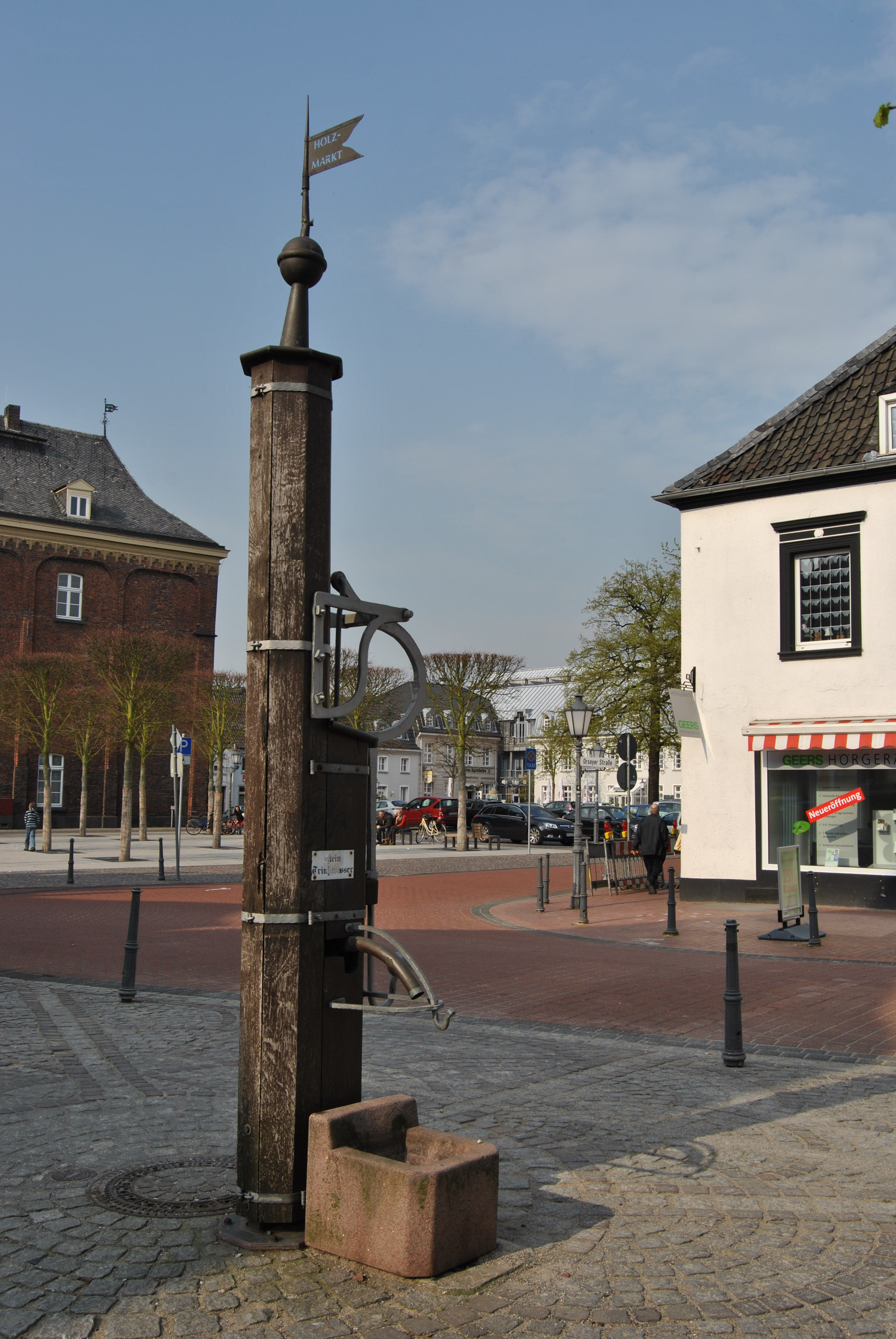
Pumpe am Holzmarkt

### Konfessionsstatistik
Gemäß dem Zensus 2011 waren 43,2 % der Einwohner römisch-katholisch, 31,4 % evangelisch, und 25,4 % waren konfessionslos, gehörten einer anderen Religionsgemeinschaft an oder machten keine Angabe. Die Zahl der Protestanten und Katholiken ist seitdem gesunken. Anfang 2021 hatte Rheinberg 31.590 Einwohner davon 38,7 % (12.229) Katholiken, 27,6 % (8.729) Protestanten und 33,7 % (10.326) hatten entweder eine andere oder gar keine Religionszugehörigkeit.

## Infrastruktur und Wirtschaft

### Verkehr

#### Schienenverkehr

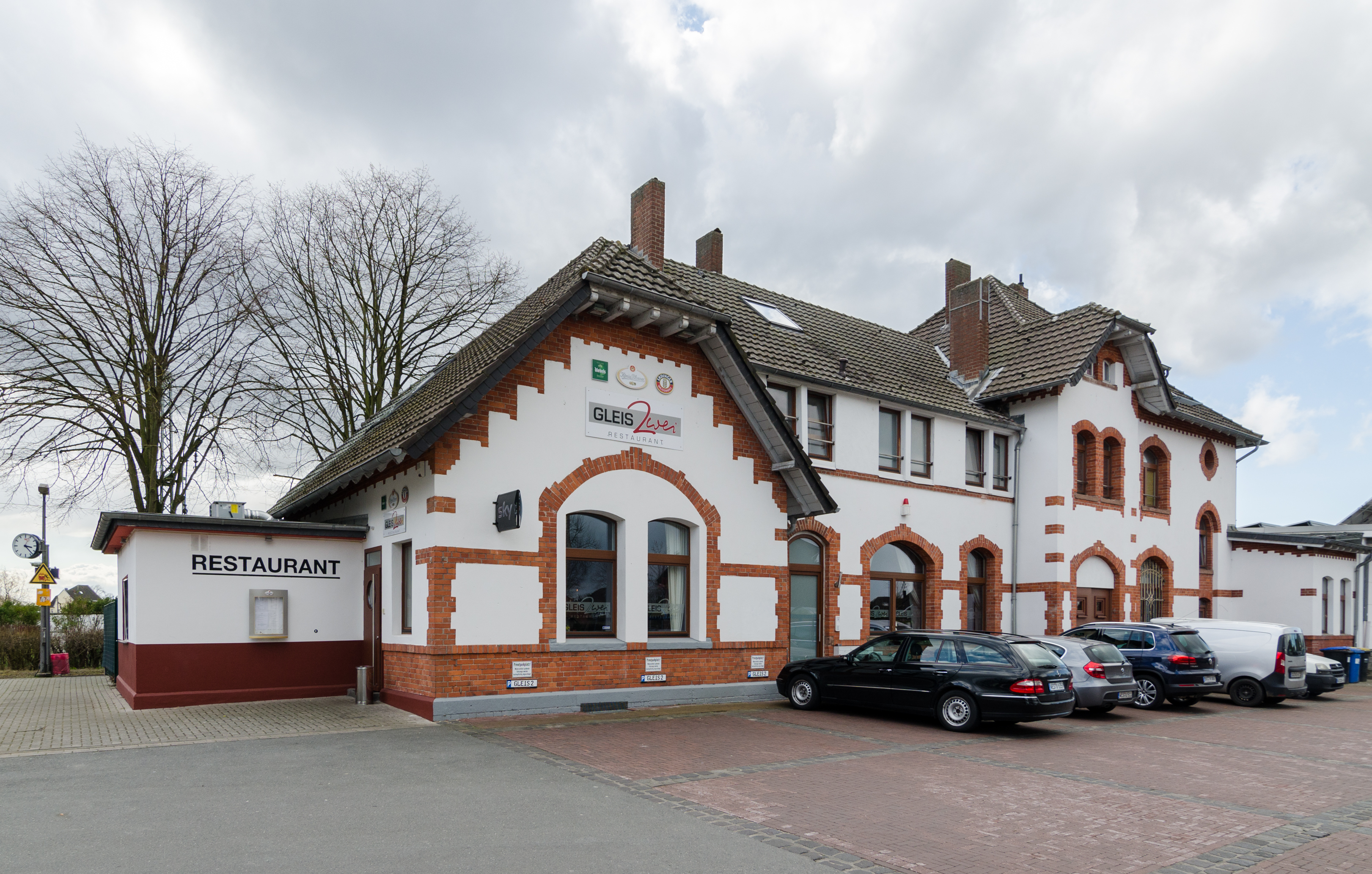
Bahnhof Rheinberg

Rheinberg besitzt zwei Bahnhöfe, den zentral gelegenen Bahnhof Rheinberg (Rheinland) und den auch als Güterbahnhof genutzten Bahnhof Millingen im gleichnamigen Stadtteil. Über beide Stationen sind unter anderem die Städte Duisburg, Xanten und Moers erreichbar.

#### Busverkehr
In Rheinberg bestehen Busverbindungen in die Kreisstadt Wesel (Linie 68), nach Alpen (Linie 38), Moers (Linie 68 und 913), Xanten (Linie 65) und Kamp-Lintfort (Linie 1).

#### Medizinische Versorgung
Rheinberg verfügt nur über ein psychiatrisches Krankenhaus. Akutkrankenhäuser sind jedoch in wenigen Minuten im angrenzenden Duisburg erreichbar.

#### Linienverzeichnis (Stand: Juni 2011)
| Linie | Linienweg | Takt Mo–Fr (HVZ)  | Takt Sa (HVZ) | Takt So (HVZ) | Betreiber |
| ----- | --- | ----------------- | ------------- | ------------- | --------- |
| 1     | Ossenberg – Solvay – Rathaus – Rheinberg Bf – Kamp-Lintfort Neues Rathaus                                                                                        | 60                | 60            | 60            | NIAG      |
| 8     | Schulzentrum – Rathaus – Budberg – Grundschule Kiefernweg – Grundschule Lutherstr. – Vierbaum – Vierbaumer Heide – Baggerstraße                                  | nur an Schultagen | –             | –             | NIAG      |
| 38    | Rheinberg Bf – Rathaus – Schulzentrum – Messe Niederrhein – Alpsray – Millingen – Alpen (Alpen-Bönninghardt)                                                     | 60                | 60/120        | –             | NIAG      |
| 65    | Rheinberg Bf – Rathaus – Solvay – Alpen – Alpen-Menzelen – WES-Ginderich – Xanten-Birten – Xanten Bf                                                             | einzelne Fahrten  | –             | –             | RVN       |
| 68    | Moers – Rheinberg-Winterswick – Krankenhaus – Rathaus – Solvay – Ossenberg – Borth – Wallach – WES-Büderich – Wesel Bf                                           | 60                | 120           | 120           | RVN       |
| 913   | (Schulzentrum –) Messe Niederrhein – Annaberg – Rheinberg Bf – Rathaus – Budberg / Eversael – Orsoy – Vierbaum – DU-Baerl – Moers – Moers-Hülsdonk Gewerbegebiet | 30/60             | 60/120        | 120           | NIAG      |

Zudem fährt montags bis freitags ein Bürgerbus zwischen Wallach und Orsoy durchs Stadtgebiet. Die Fahrt kostet je nach Streckenlänge zwischen einem und zwei Euro. VRR-Tickets gelten nicht.

#### Straßen und Fähren
Rheinberg ist durch die Bundesautobahnen 42 und 57 (E 31) sowie die Bundesstraßen 57 und 510 an das Fernstraßennetz angebunden.
Von Rheinberg-Orsoy nach Duisburg-Walsum verkehrt eine Autofähre (Rheinstrom-km 793).

#### Wasserstraßen und Häfen

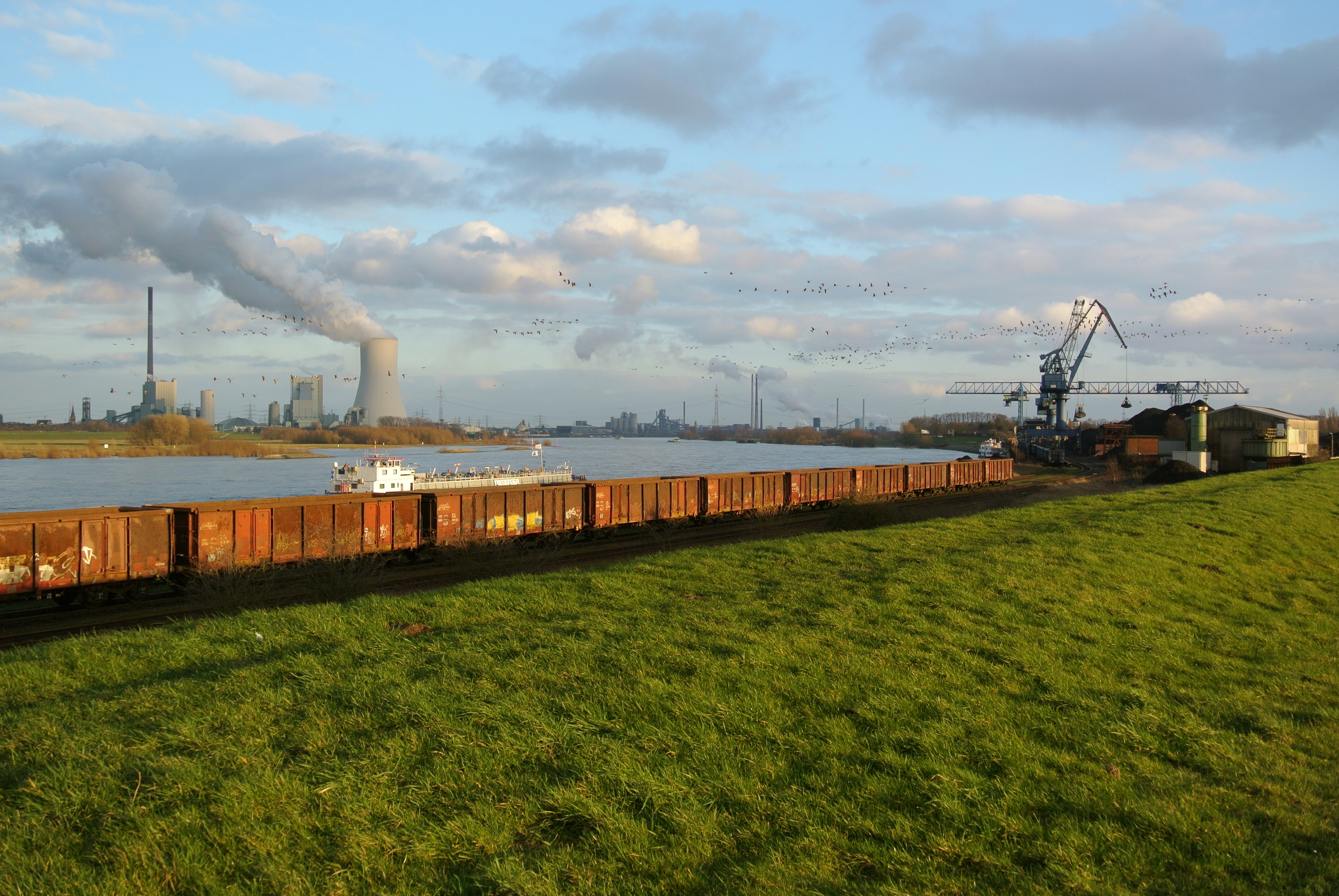
Hafen Orsoy und Orsoy auf der rechten Seite

Am Rhein wird im Ortsteil Orsoy der Hafen Orsoy (Rheinkilometer 794) betrieben.
Lade- und Löschgut sind hier Kohle und Erz.
Im Ortsteil Ossenberg (Rheinberg) – bei Rheinkilometer 806 – liegt der Ossenberger Rheinhafen. Dort wird von der Firma ESCO (früher Deutsche Solvay Werke) in großem Umfang Salz verladen, das aus dem Borther Steinsalzbergwerk stammt und auf einer firmeneigenen Gleisverbindung zum Hafen transportiert wird. Der Hafen dient auch zur Anlieferung von Kalksteinen, die die Deutschen Solvay-Werke in Rheinberg zur Sodaherstellung benötigen.

### Wirtschaft

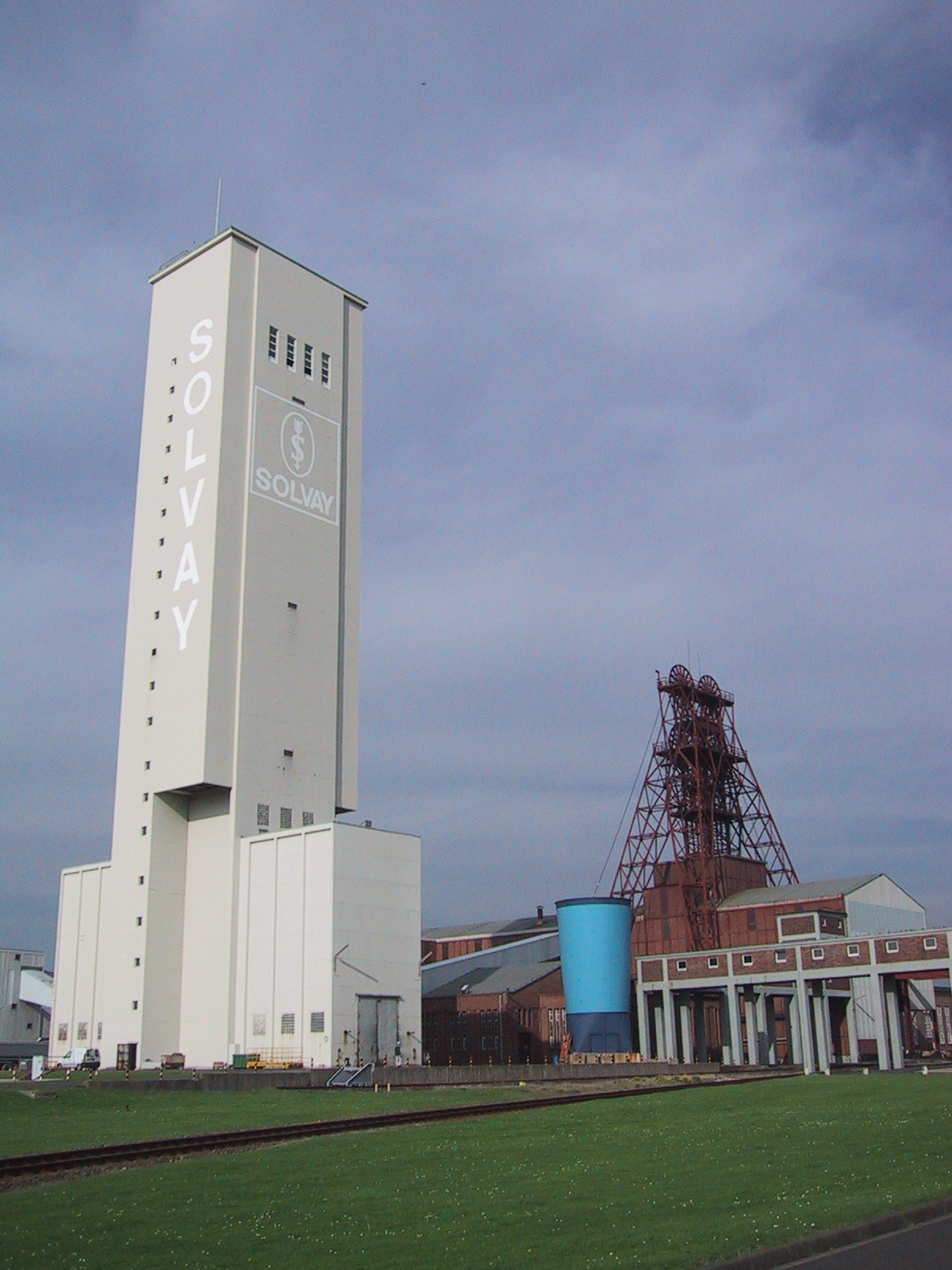
Das Salzbergwerk Borth im Jahr 2001

Die örtliche Industrie ist unter anderem von der chemischen Produktionsstätte der Solvay geprägt (rd. 400 Mitarbeiter). In der Umgebung wird durch das Unternehmen esco Steinsalzbergbau betrieben. Die früher starke Textilindustrie ist nicht mehr existent. Nach einigen Jahren reiner Verwaltungstätigkeiten produziert der ursprünglich in Rheinberg gegründete schweizerische Underberg-Konzern wieder Magenbitter in Rheinberg. Die Abfüllung findet jedoch weiterhin in Berlin-Heiligensee statt. 2004 wurde ein Logistikzentrum des Discounters Aldi eröffnet.
2001 gründete sich der erste von Bürgern finanzierte Windpark in NRW. Die Bürgerwindräder Rheinberg GmbH & Co. KG betreibt seit 2003 fünf Windkraftanlagen mit einer Nennleistung von insgesamt 5 MW.
Seit Mitte 2011 ist der Konzern Amazon in Rheinberg mit ca. 1500 Mitarbeitern tätig. Mit 110.000 Quadratmetern gilt das Logistikzentrum von Amazon in Rheinberg als einer der größten Standorte von Amazon in Europa. Am 13. März 2024 richtete der Konzern in dem Logistikzentrum ein speziell für Katastrophenhilfe vorgehaltenes erstes Lager (Disaster Relief Hub) mit 2000 m² Fläche für Europa ein. Dort werden die Hilfsgüter in gesonderten Desaster-Relief-Hochregalen in großen Mengen versandfertig gelagert. Sie müssen nicht erst zusammengestellt werden, können ohne Zeitverlust  ins Krisengebiet gesandt werden. Die Güter lagern auf ca. 1000 Paletten; das entspricht nach Angaben von Amazon der Beladung von 20 Boeing-737-Fracht-Flugzeugen. Von dem Lager sollen Hilfseinrichtungen wie etwa die Deutsche Lebens-Rettungs-Gesellschaft, das Rote Kreuz, Save the Children, die Internationale Organisation für Migration (IOM), das Bundesamt für Bevölkerungsschutz und Katastrophenhilfe (BBK) oder das Technische Hilfswerk innerhalb von 72 Stunden in Europa, im Nahen Osten und in Nordafrika mit Hilfsgütern beliefert werden können.
Ein weiteres ansässiges Unternehmen ist die Aumund Fördertechnik in Millingen.

### Schulen
Das Amplonius-Gymnasium ist die meistbesuchte Schule der Stadt. Seine Geschichte reicht bis in das Jahr 1337 zurück. Gegenüber dem Amplonius-Gymnasium liegt das Schulzentrum Rheinberg. Mit Beginn des Schuljahres 2011/12 nahm dort eine von insgesamt 12 in NRW genehmigten Gemeinschaftsschulen (Schulversuch) ihren Betrieb auf, Haupt- und Realschule wurden jahrgangsweise aufgelöst. Die Stadt Rheinberg hat sechs Grundschulen, davon zwei in der Kernstadt und vier in den Ortsteilen Millingen, Orsoy, Budberg und Wallach. Seit Beginn des Schuljahres 2010/11 ist das Schulgebäude in Ossenberg ein Teilstandort der Gem.-Grundschule in Borth-Wallach („Schule am Deich“). Ebenfalls seit dem 1. August 2010 bilden die Grundschulen Grote Gert und Paul Gerhardt (beide in Rheinberg-Mitte gelegen) einen Grundschulverbund. Es gibt insgesamt sechzehn Kindergärten.

### Sportvereine
In Rheinberg gibt es zahlreiche Sportvereine. Darunter u. a.:
- TuS 08 Rheinberg
- SV Concordia Ossenberg 1982
- Concordia Rheinberg
- TuS Borth
- SV Millingen
- SV Orsoy
- SV Budberg
- Tennisclub Rheinberg Grün-Weiss e. V.
- Triathlon Team Rheinberg e. V.

### Medien
Vertreten sind die Lokalredaktionen der Tageszeitungen NRZ/WAZ und RP.

## Persönlichkeiten
Zu bekannten gebürtigen und mit Rheinberg verbundene Persönlichkeiten gehören Personen aus der frühen Geschichte der Stadt, wie beispielsweise Amplonius Ratingk de Berca (1363/64–1435), Arzt, Gelehrter und Büchersammler, Personen der Wirtschaft, wie Klaus Zumwinkel (* 1943), ehem. Vorstandsvorsitzender der Deutschen Post AG, aber auch Personen aus Kunst und Kultur, sowie Militär, Sport, Wissenschaft und Politik. Eine vollständige Liste, inklusive Bürgermeistern und Ehrenbürgern, findet sich im Hauptartikel.

### Geschichte
- Ute Geißler: Die Stadt Rheinberg am Niederrhein und ihre Befestigungsanlagen. Schriften der Stadt Rheinberg zur Geschichte und Heimatkunde. Band 8. 1995.
- Ludwig Küsters: Die kurkölnische Festung Rheinberg ein Spielball fremder Nationen. 2. Auflage. 1967.
- Landschaftsverband Rheinland (Hrsg.): Rheinberg (Rheinischer Städteatlas). 1982, ISBN 3-7927-0726-8.
- Richard Pick: Zur Geschichte der Stadt und des ehemaligen Amtes Rheinberg. In: Annalen des historischen Vereins für den Niederrhein, insbesondere die alte Erzdiöcese Köln 39 (1883), S. 1–140. (de.wikisource.org), abgerufen am 1. März 2012
- Aloys Wittrup: Aus Rheinbergs vergangenen Tagen. Schiffer, Rheinberg 1955.

### Zum Ortsnamen
- Dieter Berger: Geographische Namen in Deutschland. Duden Taschenbücher Band 25. Dudenverlag, Mannheim 1999.
- Paul Derks: Der Siedlungsname Rheinberg. Ein Widerwort. In: Der Niederrhein. Zeitschrift für Heimatpflege und Brauchtum. Krefeld, Jahrgang 2007.
- Maurits Gysseling: Toponymisch Wordenboek van Belgie, Nederland, Luxemburg, Noord-Frankrijk en West-Duitsland (vóór 1226). Tongeren 1960.
- Henning Kaufmann: Westdeutsche Ortsnamen mit unterscheidenden Zusätzen. Mit Einschluß der Ortsnamen des westlich angrenzenden germanischen Sprachgebietes. Teil I. Heidelberg 1958.
- Henning Kaufmann: Die Namen der rheinischen Städte. München 1973.
- Heinrich Tiefenbach: Rheinberg. In: Manfred Niemeyer (Hrsg.) Deutsches Ortsnamenbuch. De Gruyter, Berlin – Boston 2012.